# Wohnhausgruppe Hermann-Allmers-Straße
Die Wohnhausgruppe Hermann-Allmers-Straße in Bremen - Schwachhausen, Ortsteil Bürgerpark, Hermann-Allmers-Straße 1 bis 37 steht unter Denkmalschutz.

Die Gebäude wurden 1981 als Bremer Kulturdenkmal unter Denkmalschutz gestellt.

## Geschichte
Eine typische Bebauung der Jahrhundertwendezeit sind die Reihenhäuser der Hermann-Allmers-Straße.
Die zweigeschossigen, sehr unterschiedlichen Wohnhäuser Hermann-Allmers-Straße 1 bis 37 zwischen den Straßenzügen Parkallee und Hartwigstraße wurden von 1907 bis 1912 gebaut. Die romantischen Wohnhäuser, mit Spitzgiebel, Zwerchgiebel, Knickgiebel oder ein barocker Rundgiebel ausgebildet, sind im Stil der Jahrhundertwende zu beiden Seiten der Hermann-Allmers-Straße errichtet worden. Sie zeigen die Merkmale aus der Spätzeit des Bremer Hauses. Sie haben weitgehend eine durchgehende, geschlossene Straßenfronten. Das Gesamtbild wird durch die doch sehr unterschiedlichen Fassadendekorationen geprägt; die sehr unterschiedlichen Fenster weisen ein Grundsystem auf, während die verschiedenen Erker den Unterschied betonen. Die Häuser haben weitgehend zwei bis drei Fensterachsen, den seitlichen Eingang und den Nebeneingang zum Souterrain. Das Souterrain befindet sich um 1,30 Meter unterhalb des Straßenniveaus und ist über eine Außentreppe von der Straße erreichbar.
Die südlichen Reihenhäuser von Nr. 1 bis 15, erbaut durch einen Bauunternehmer, zeigen einen Wechsel von Haupt- und Nebengebäude. Die Häuser der zweiten, nördlichen Bauphase, erbaut durch einzelne Bauherren, verstärken die Unterschiedlichkeit, je nach den Wünschen der Bewohner.
Die unterschiedlichen Architekten sind unbekannt. Bauherr für die Nr. 1 bis 15 war ein Bauunternehmer; ansonsten für die Nr. 16 bis 37 waren es Einzelbauherren.
Auch heute (2014) werden die Häuser fast nur für Wohnzwecke genutzt.

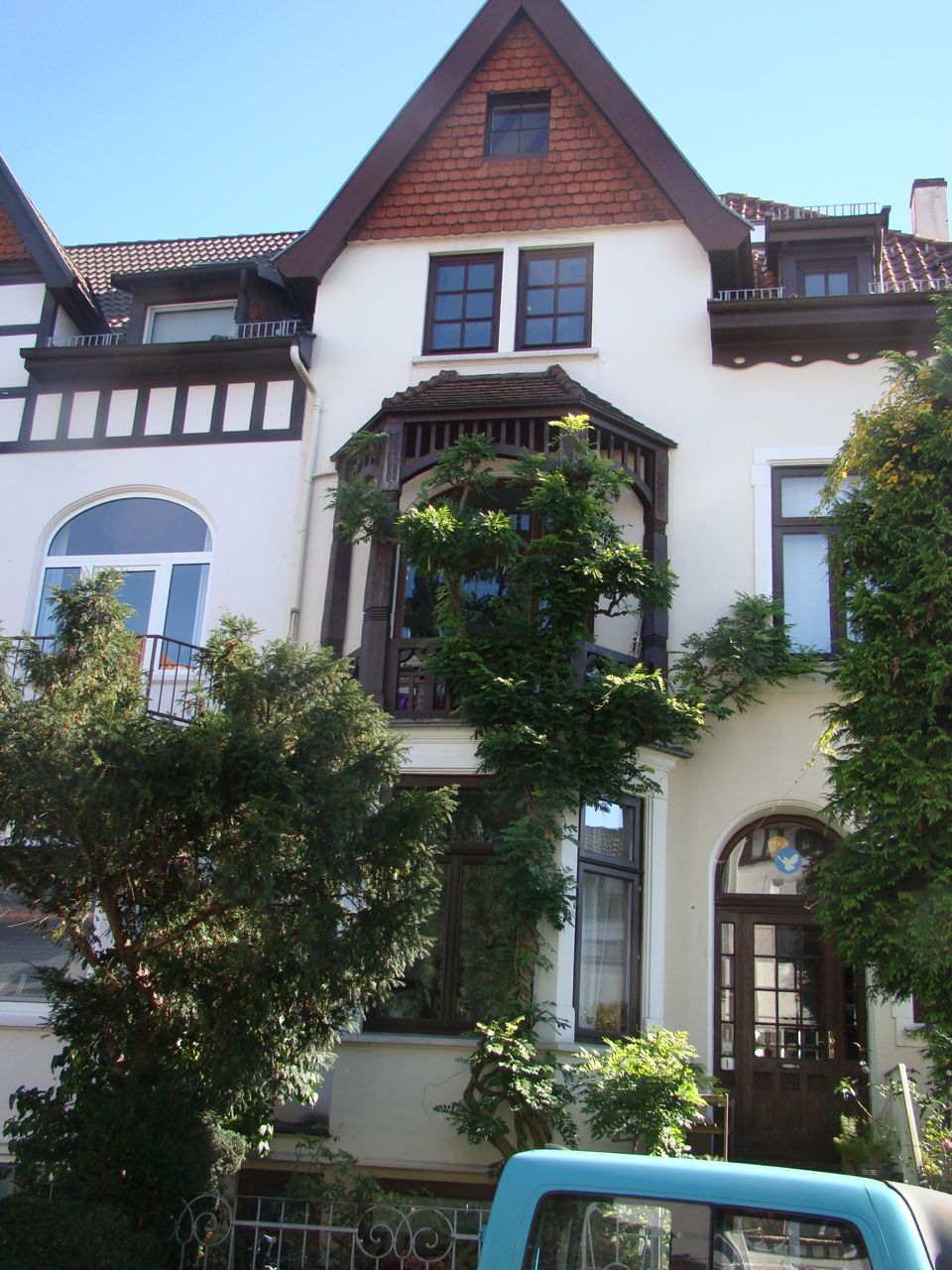
Nr. 1
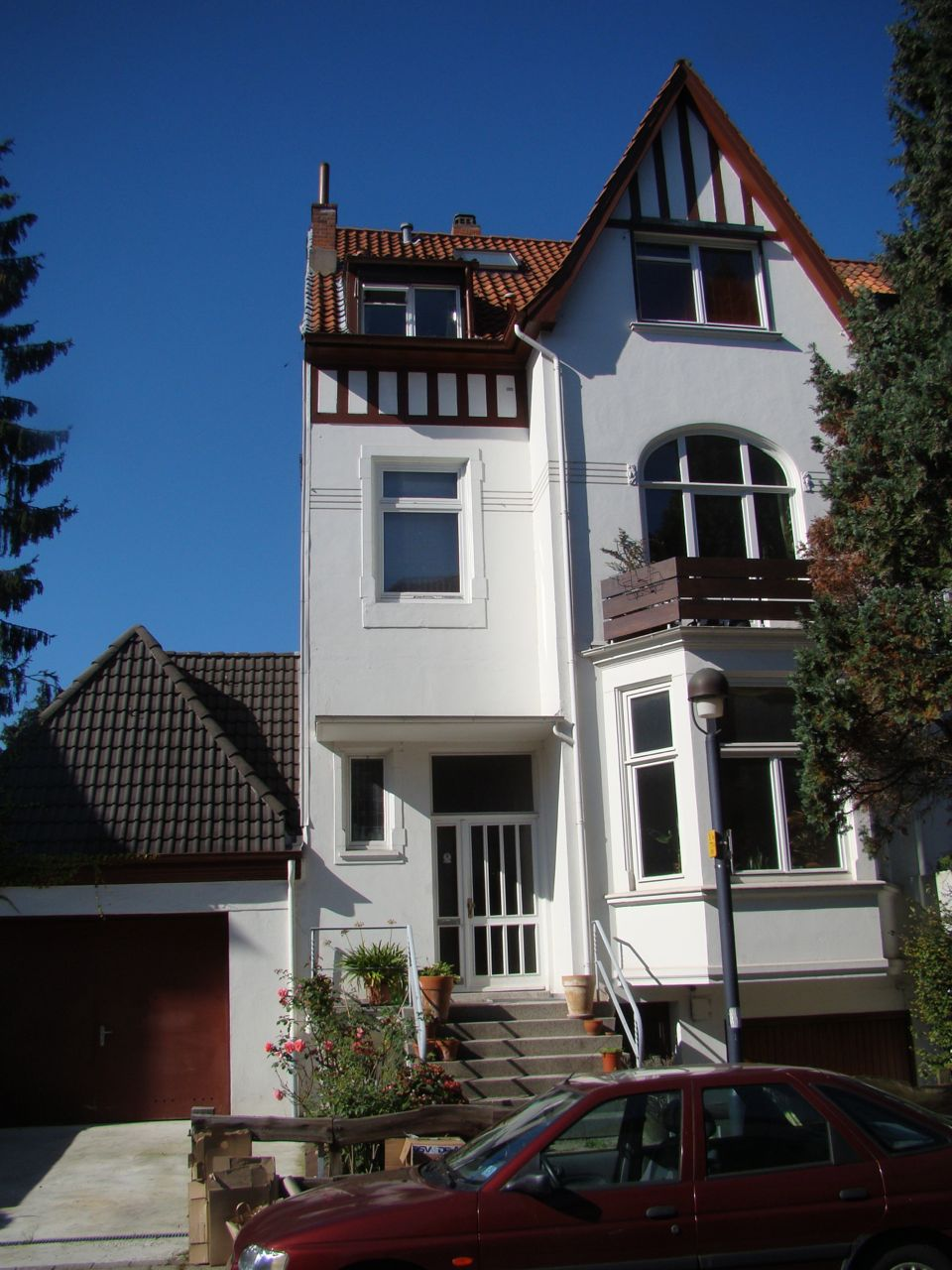
Nr. 2
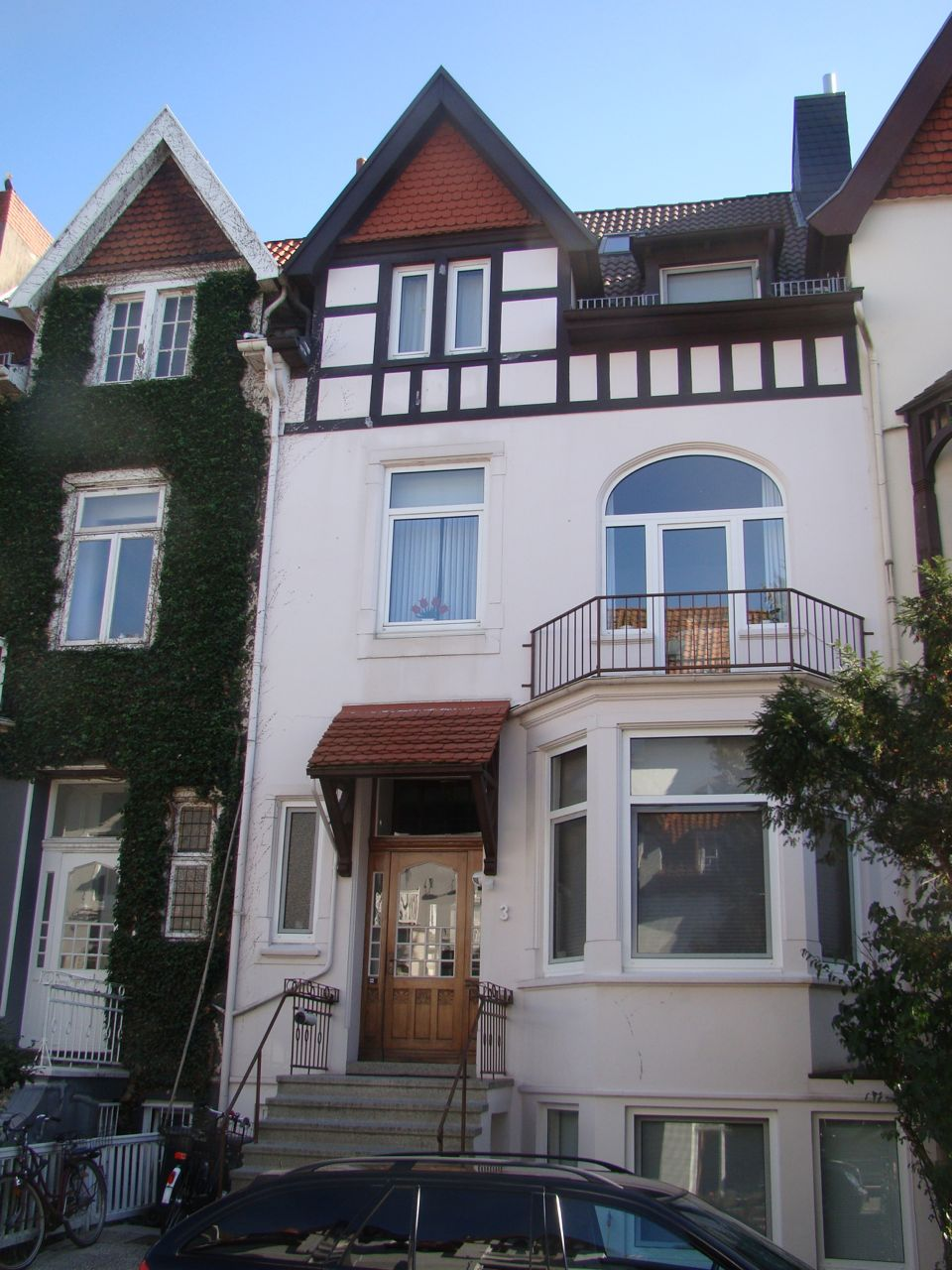
Nr. 3
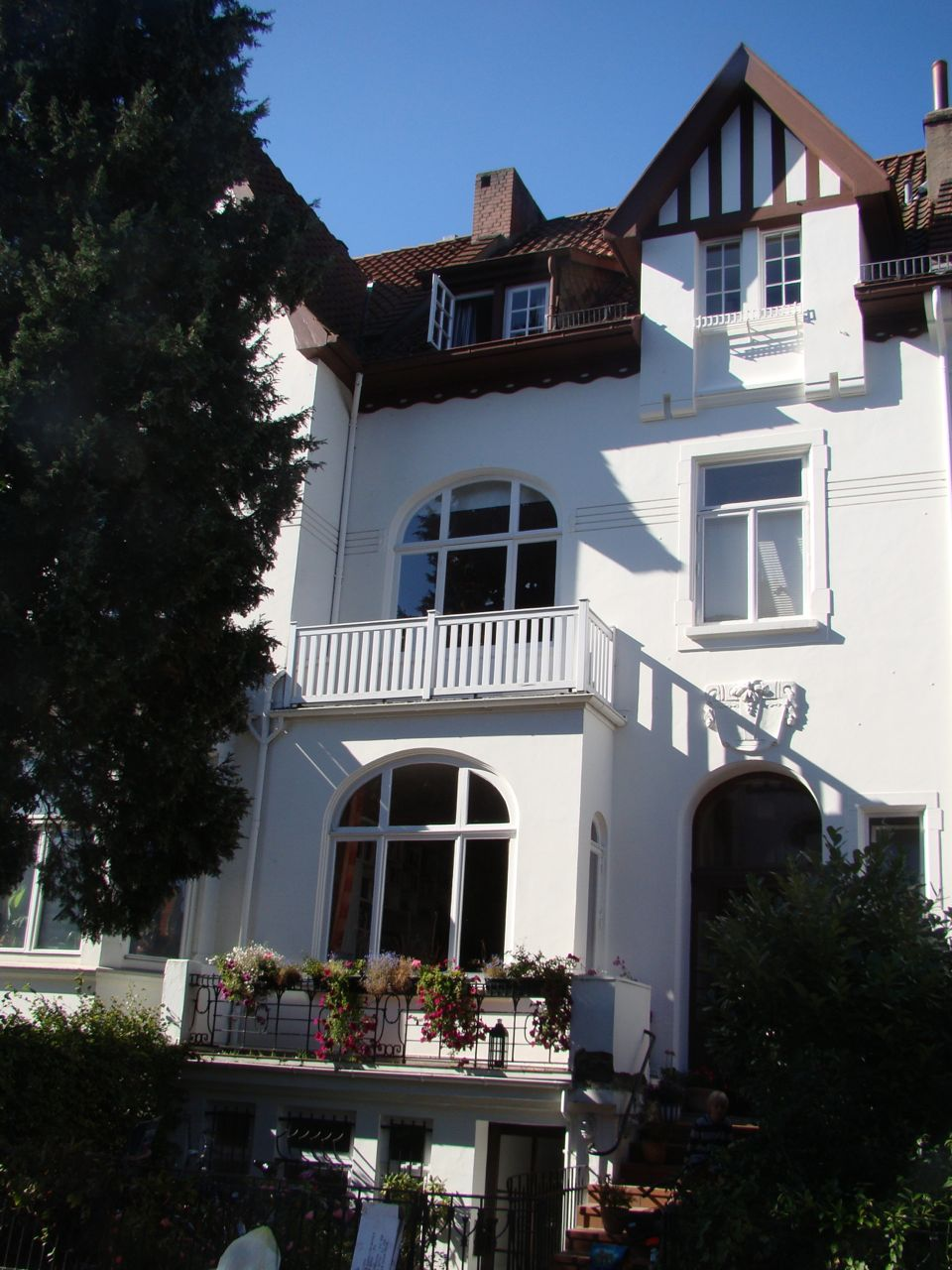
Nr. 4
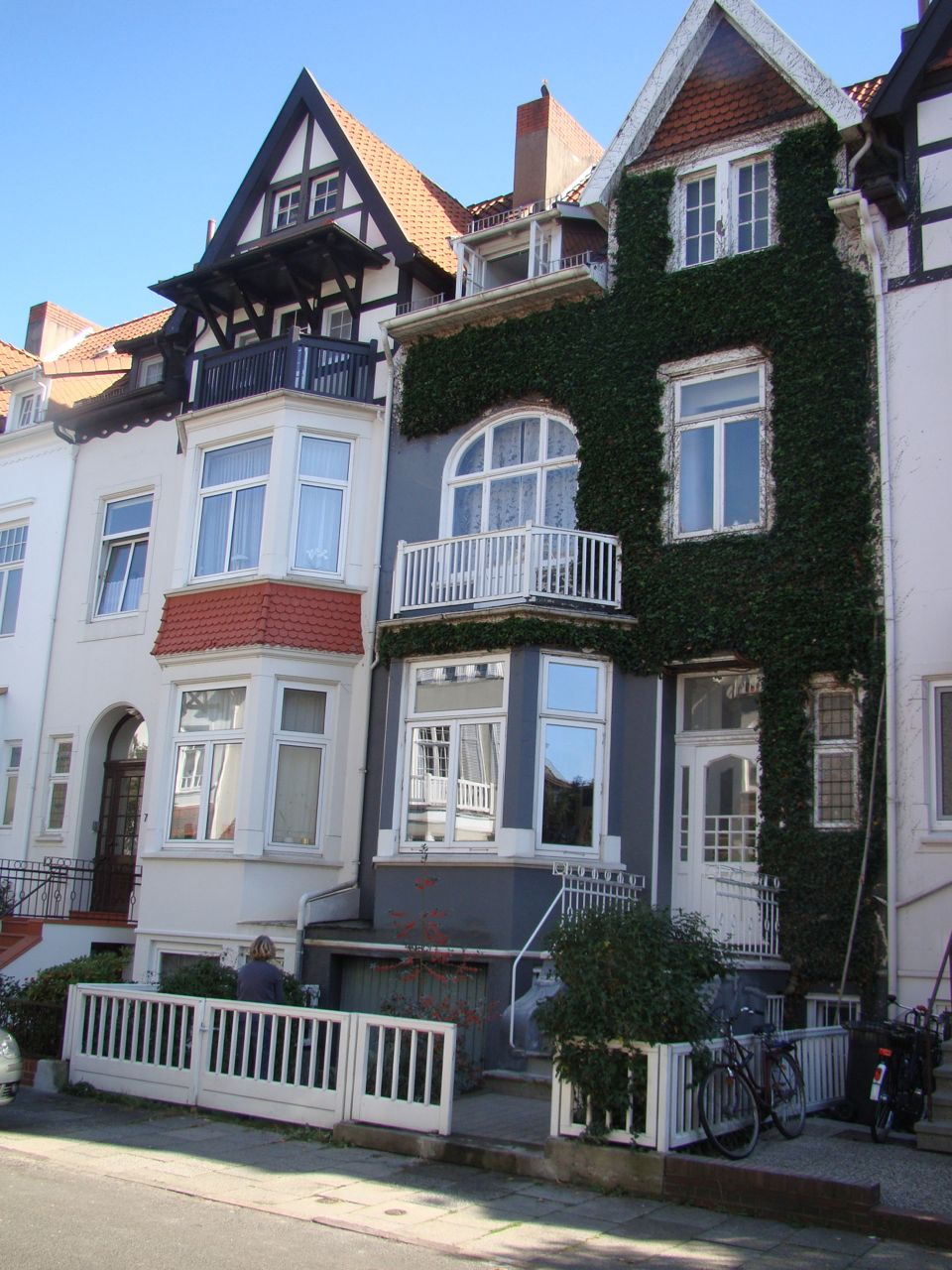
Nr. 5
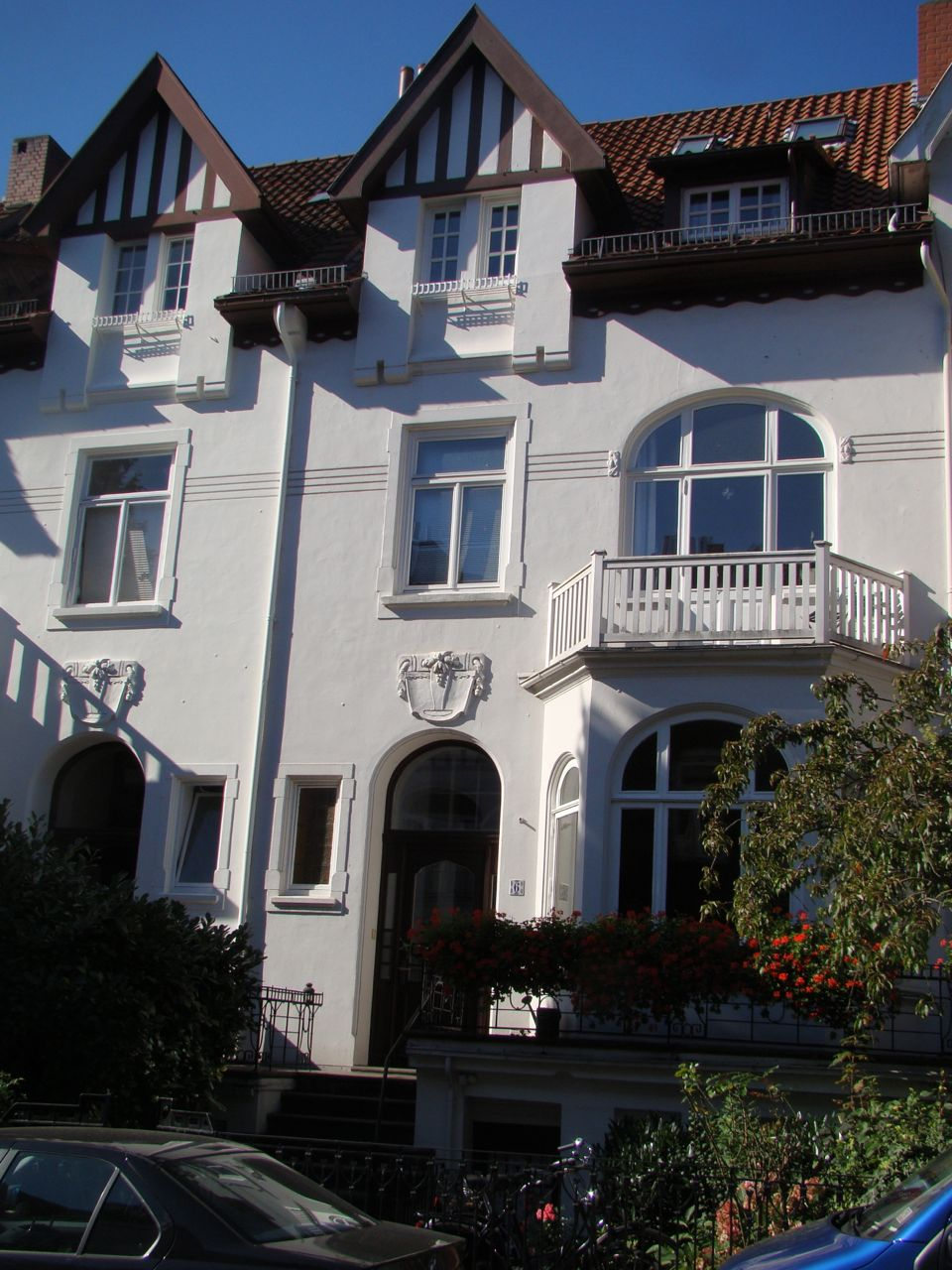
Nr. 6
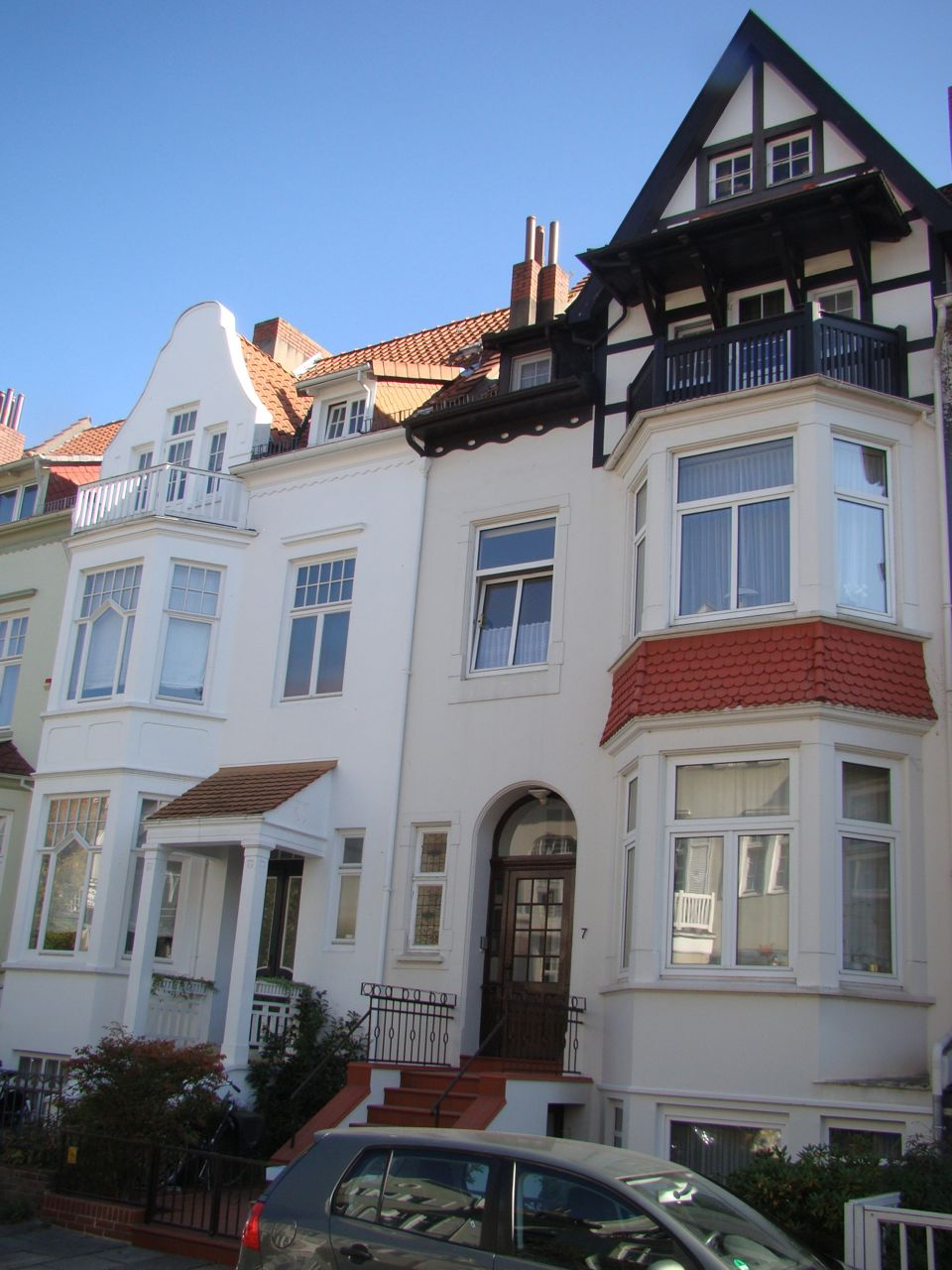
Nr. 7
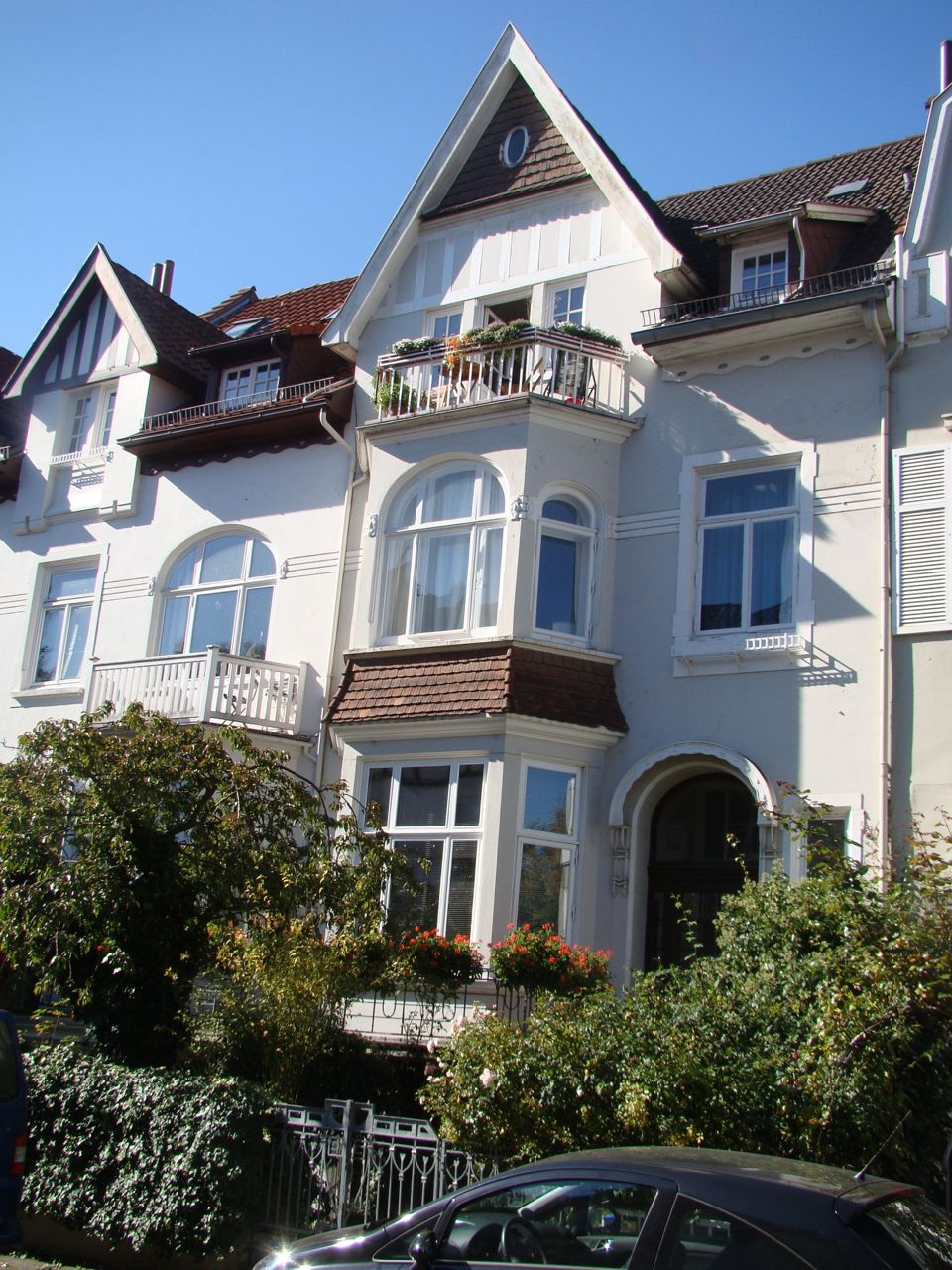
Nr. 8
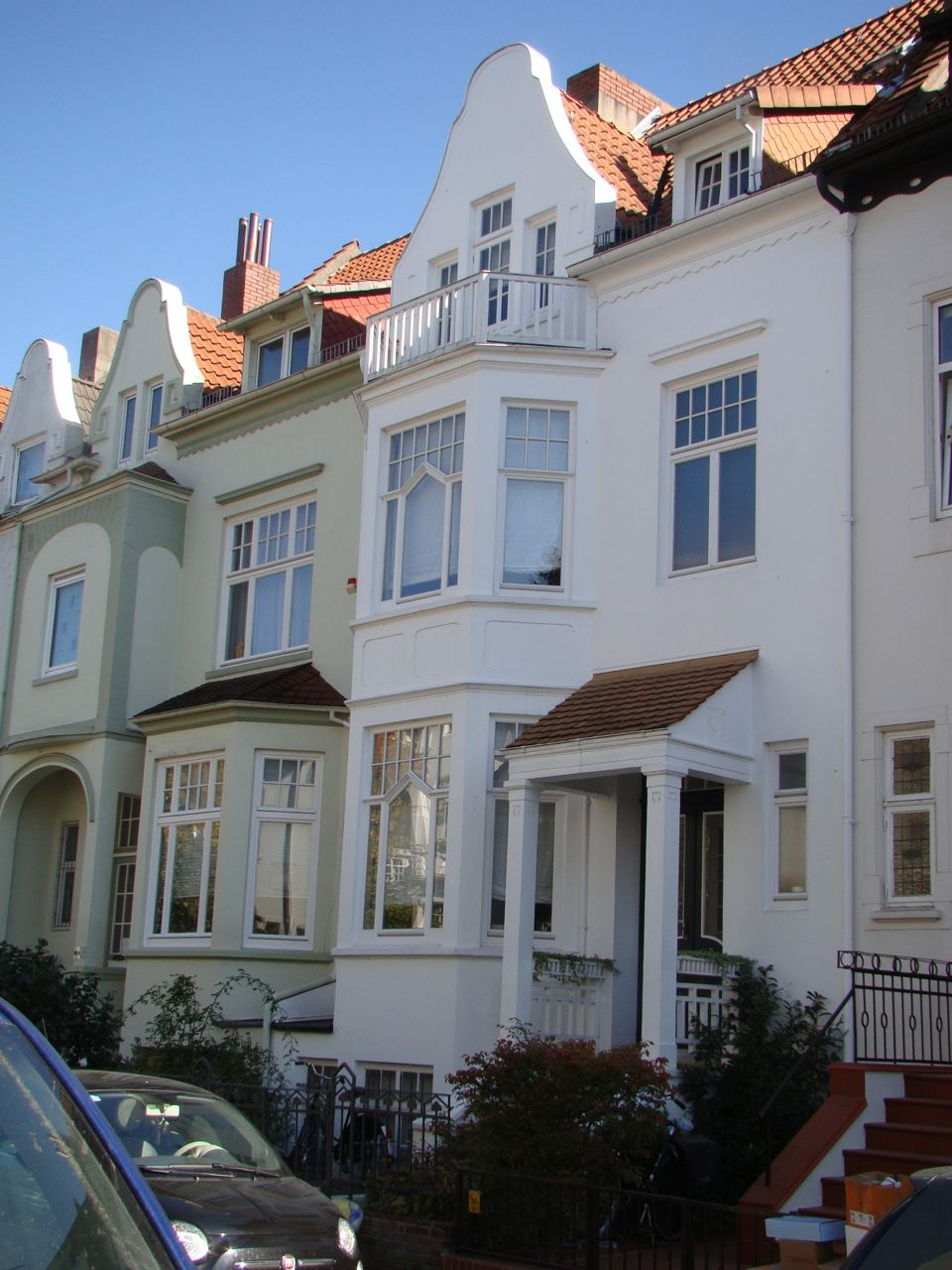
Nr. 9
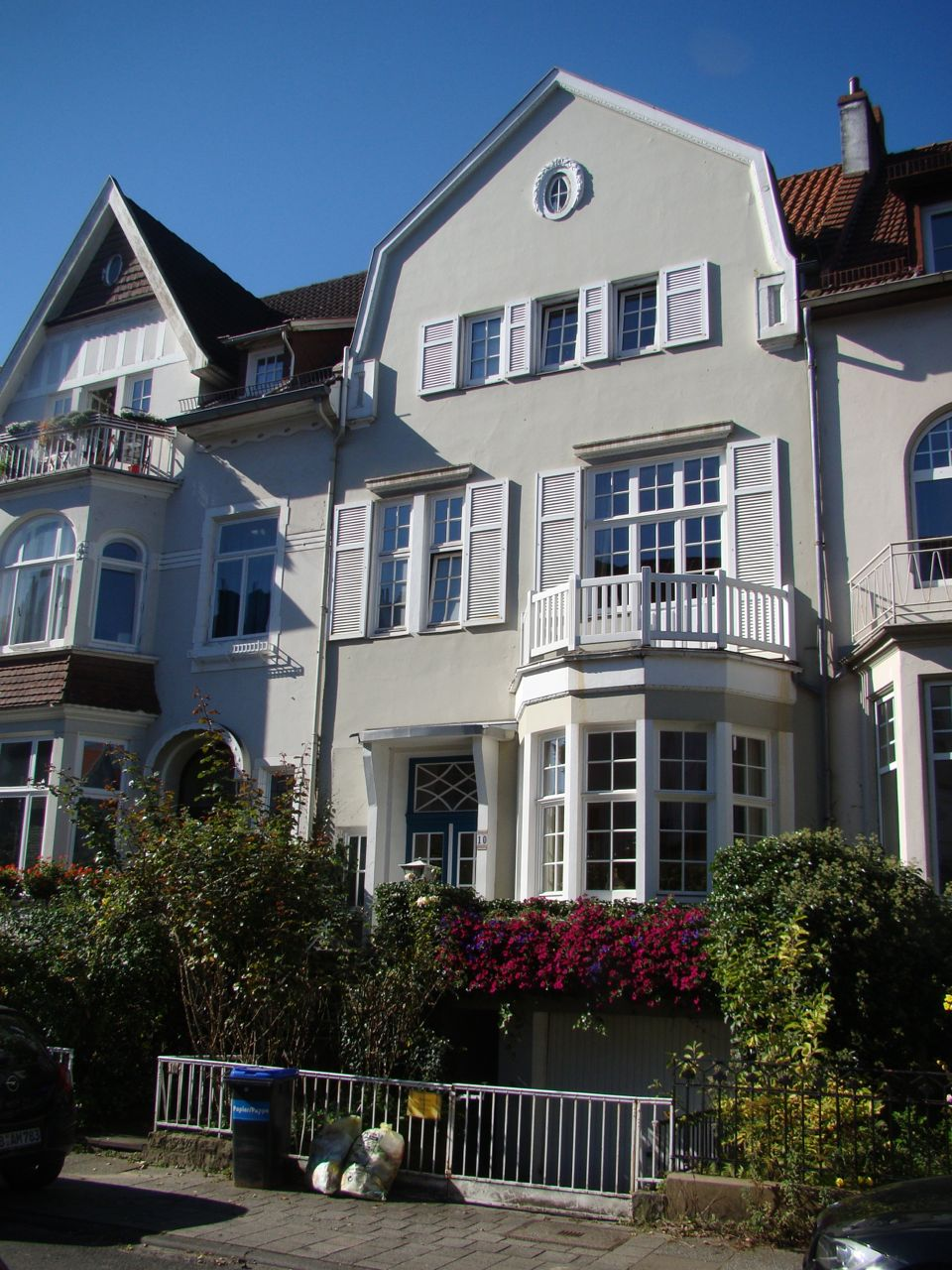
Nr. 10
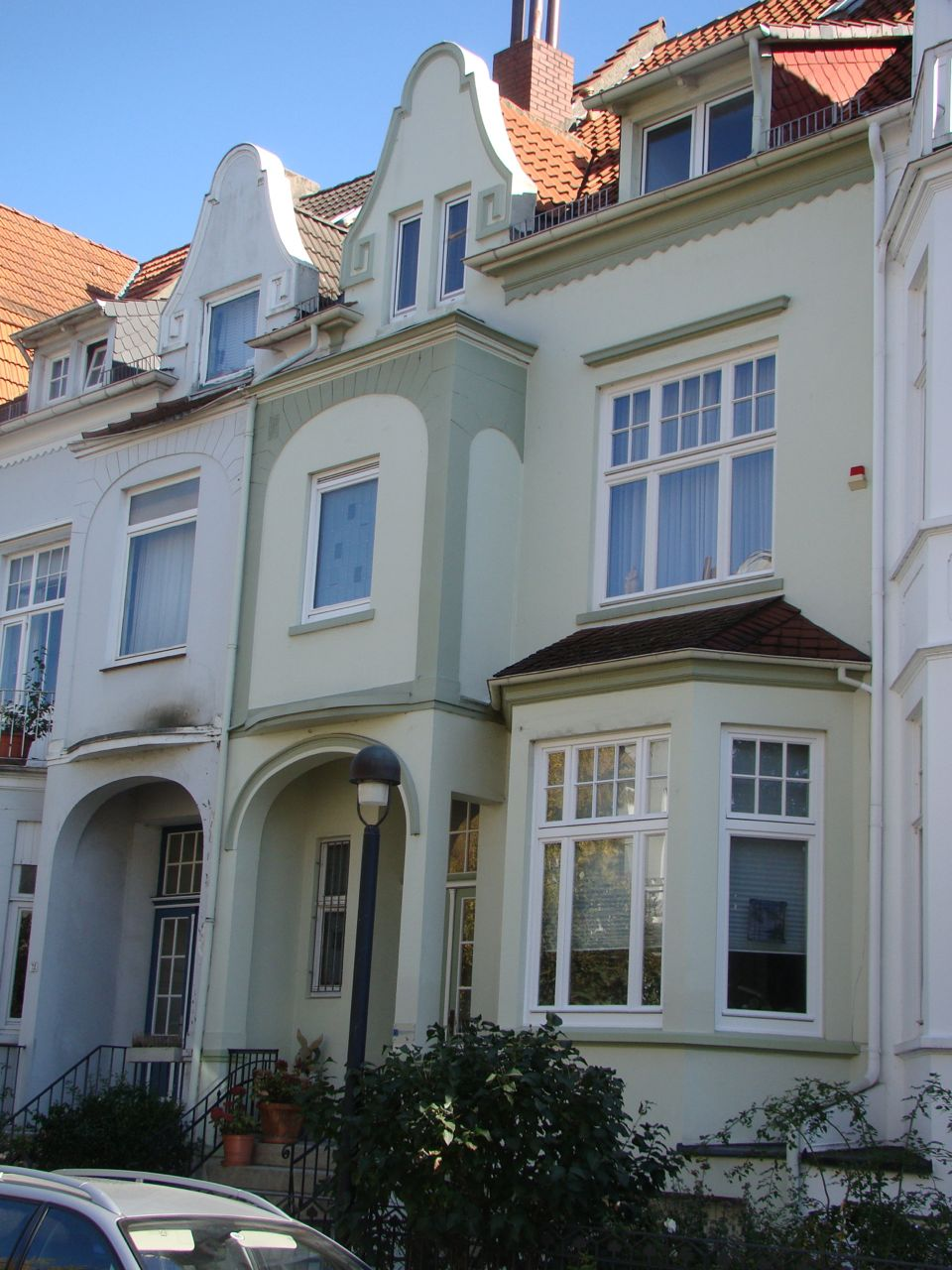
Nr. 11
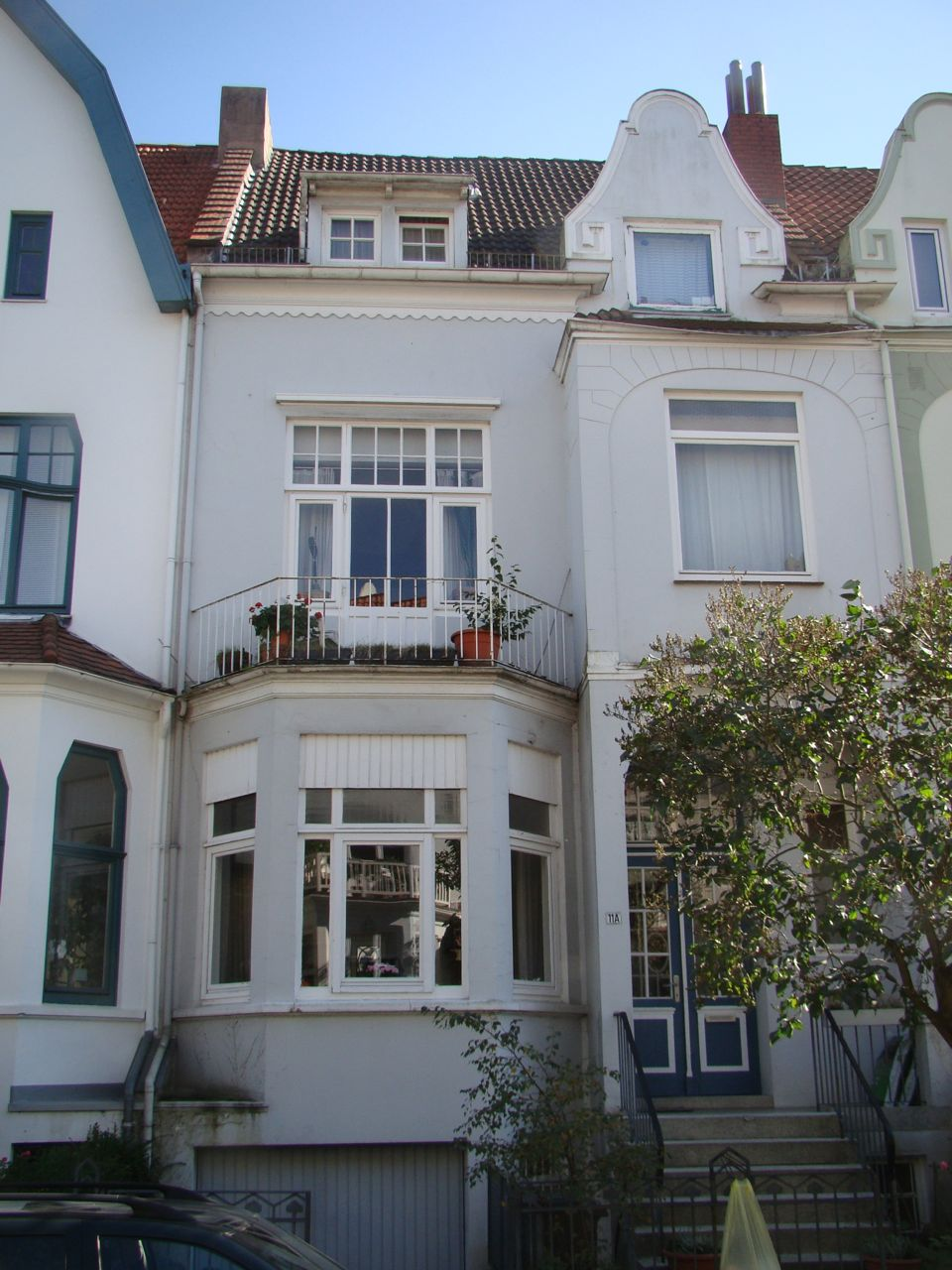
Nr. 11a
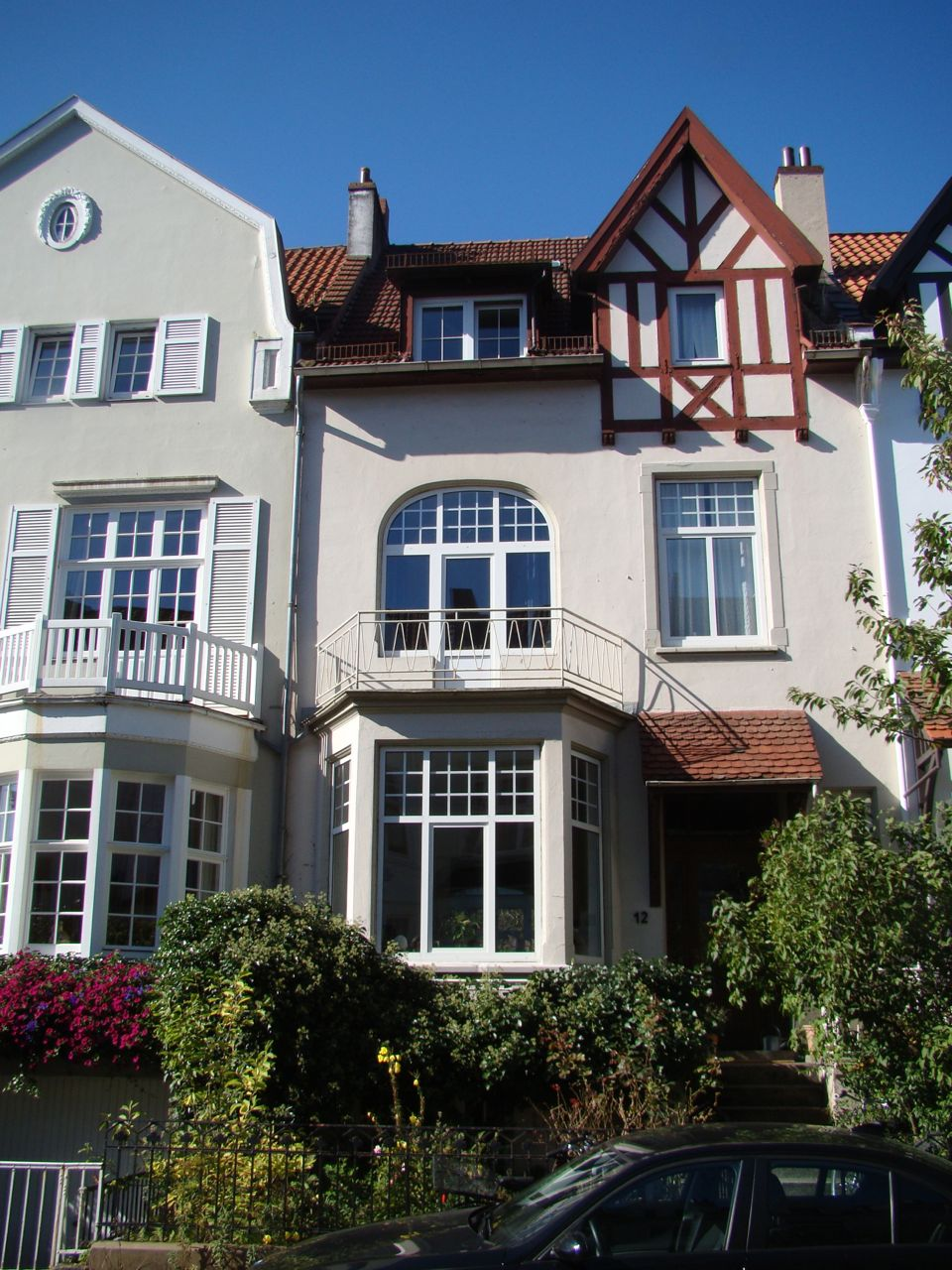
Nr. 12
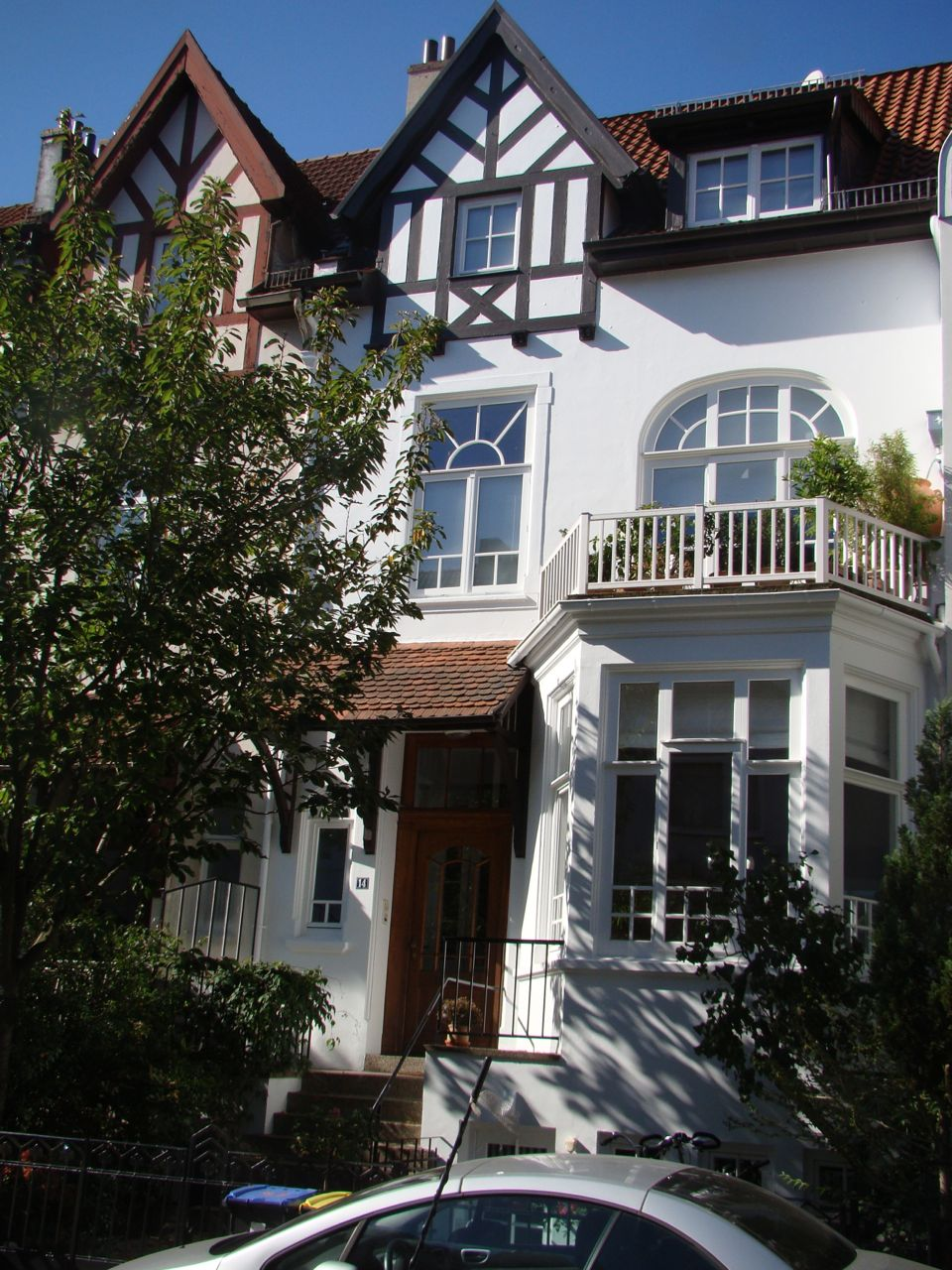
Nr. 14
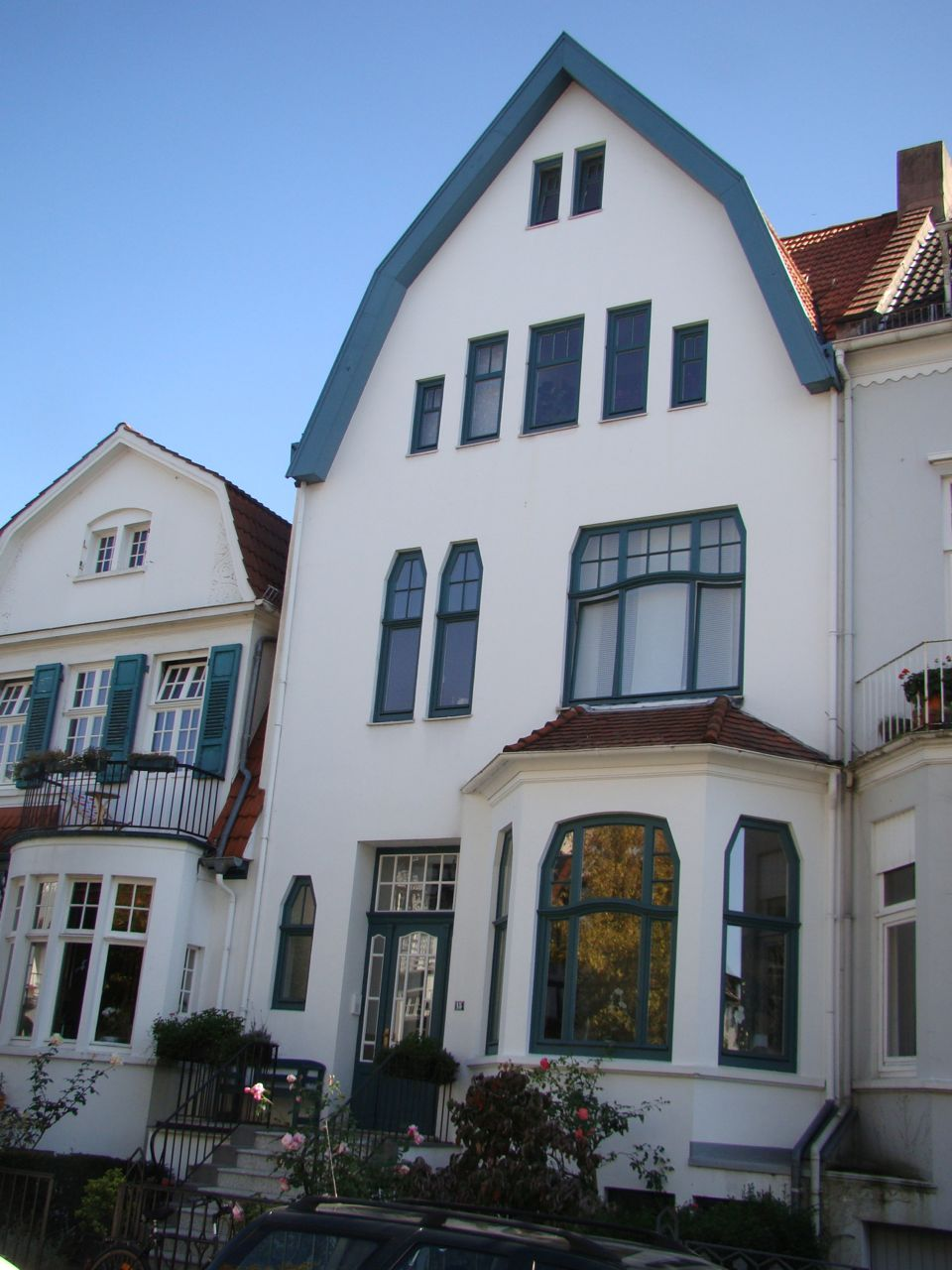
Nr. 15
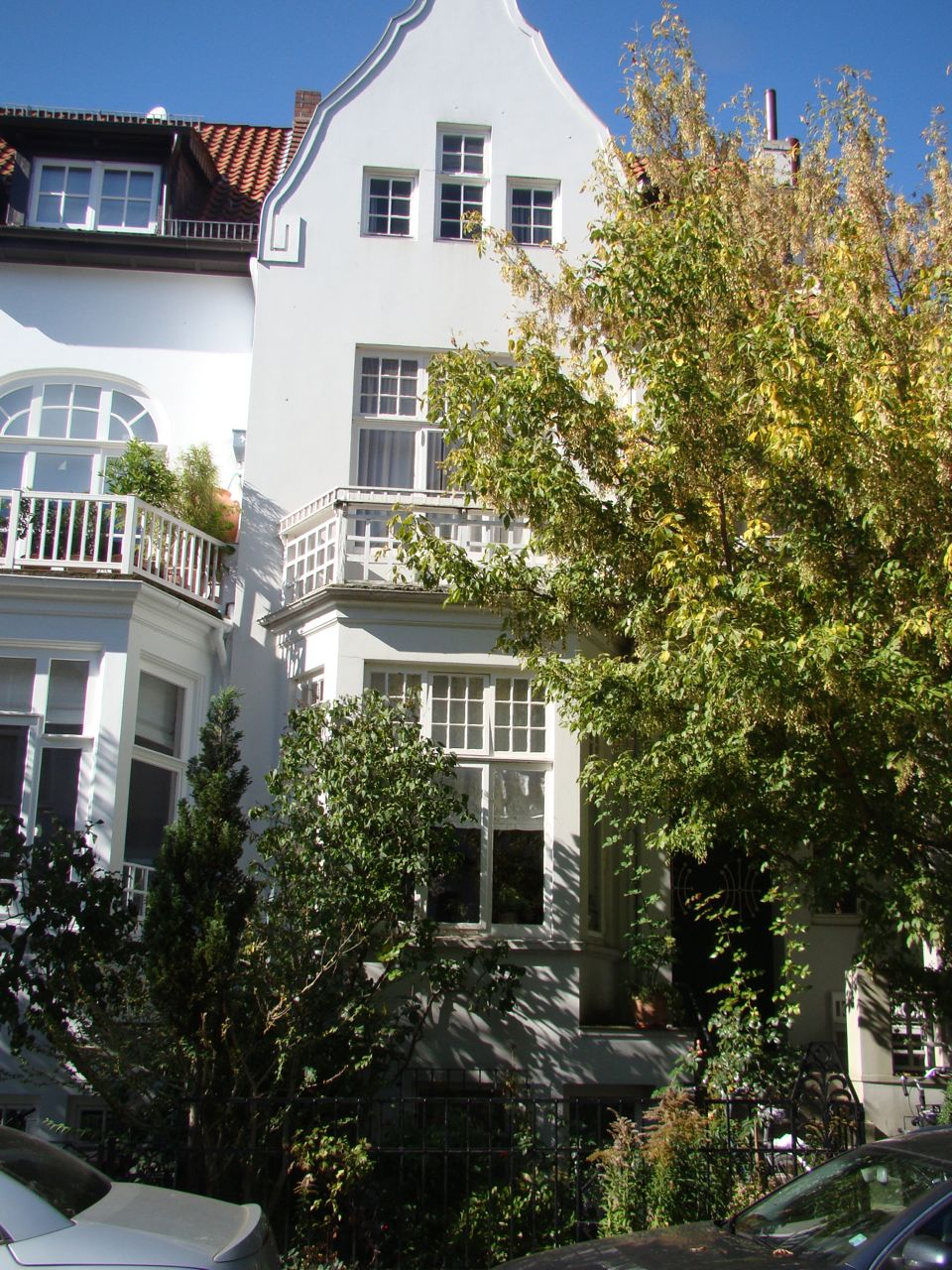
Nr. 16
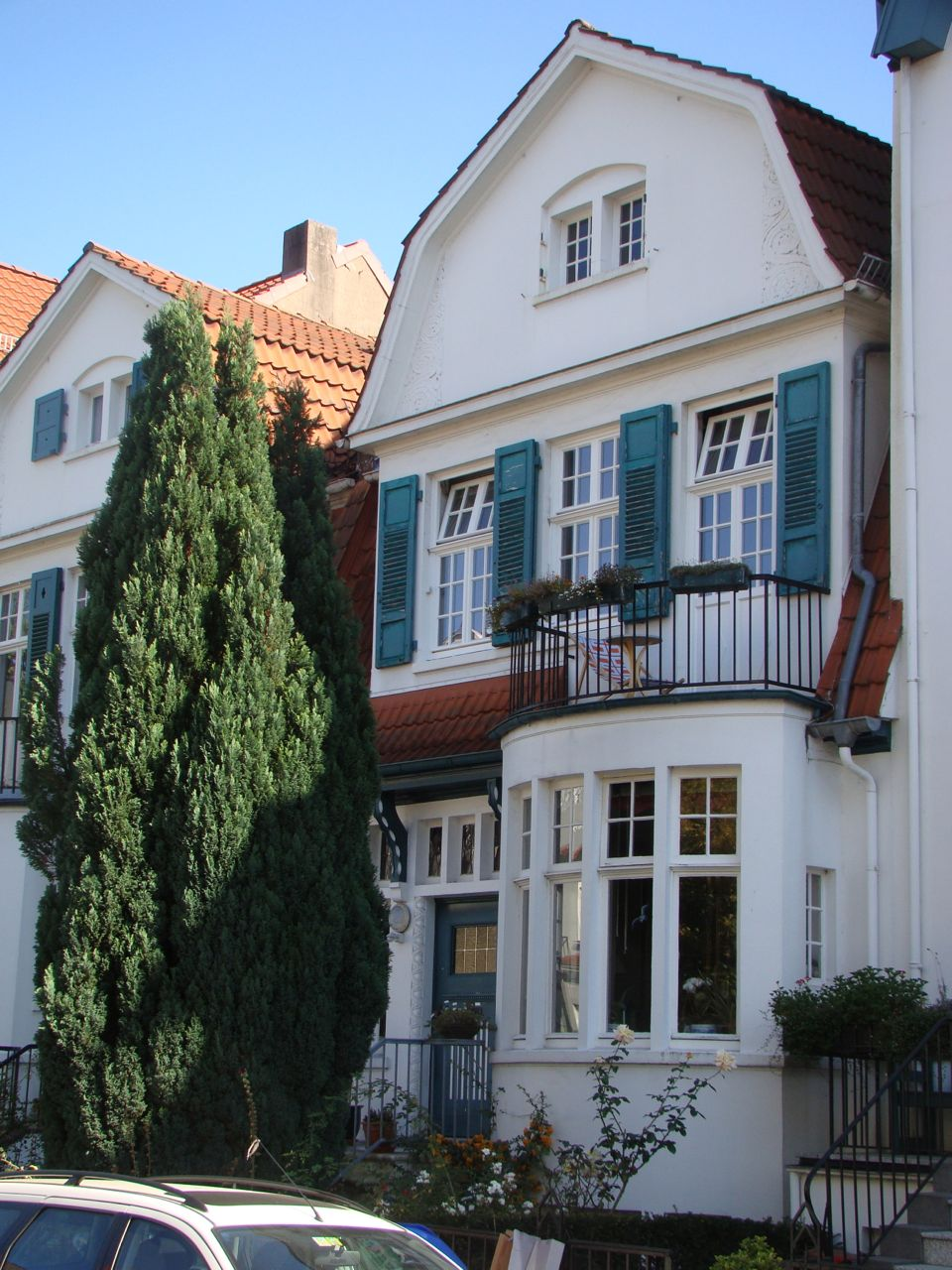
Nr. 17
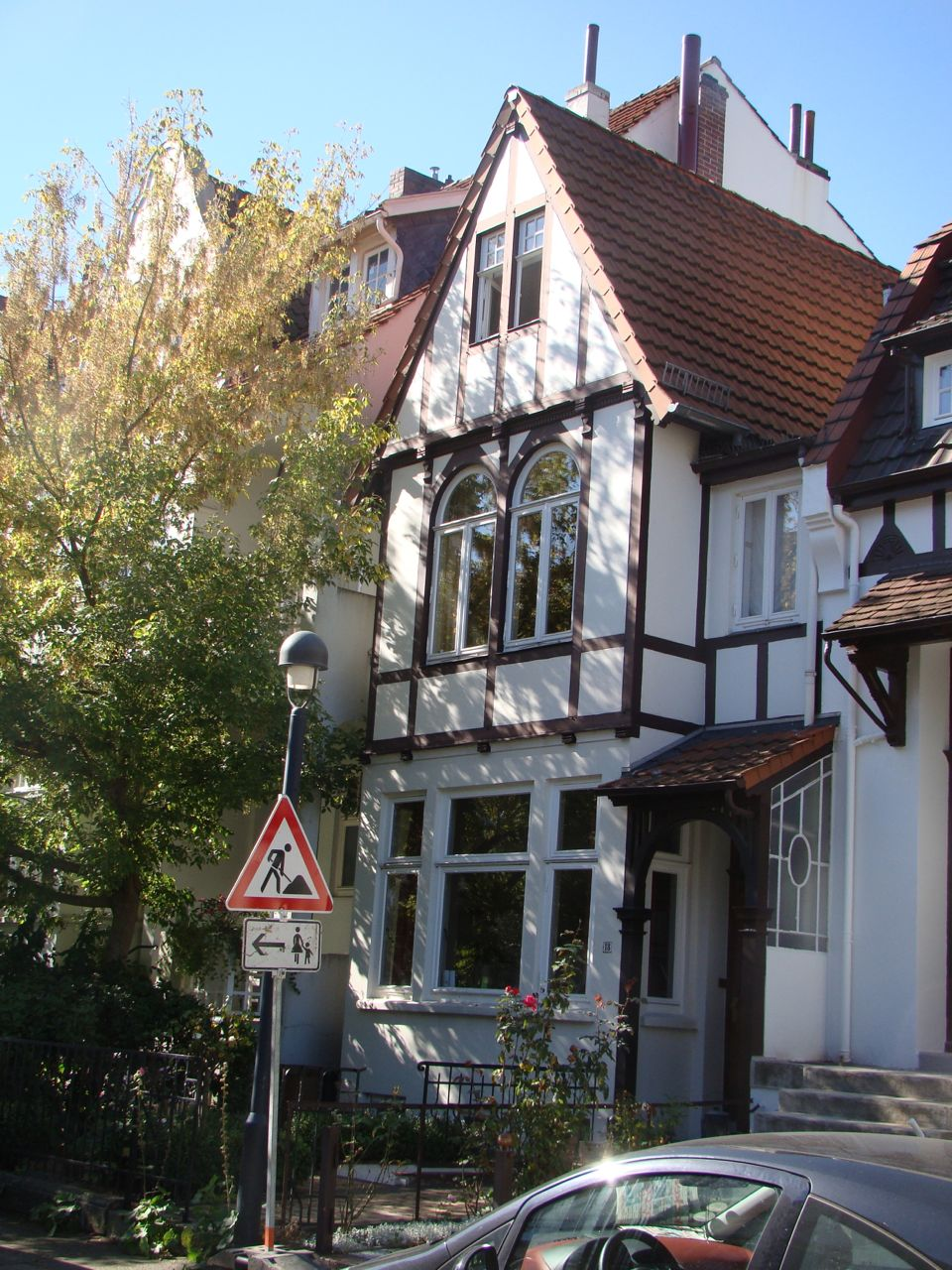
Nr. 18
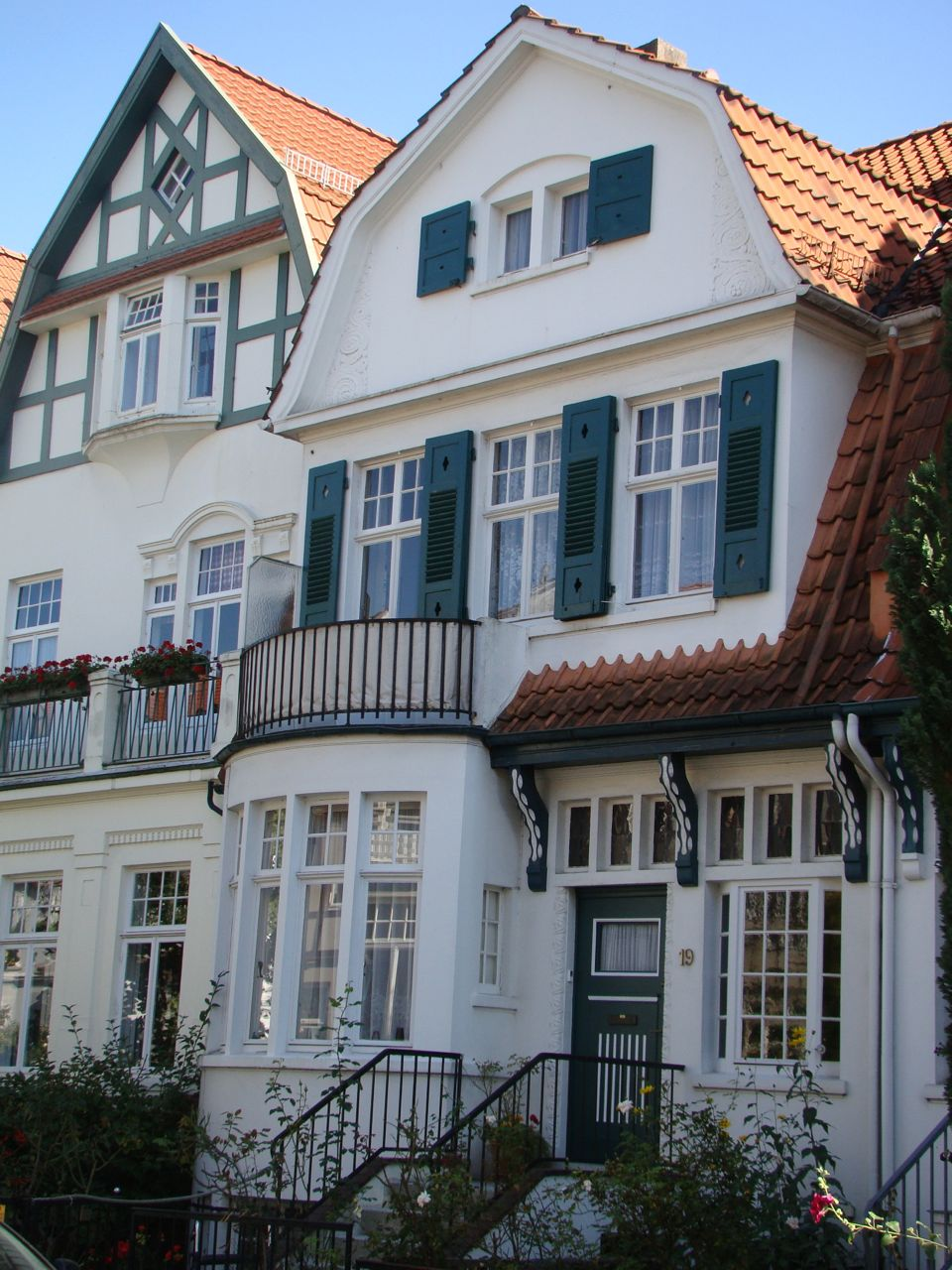
Nr. 19
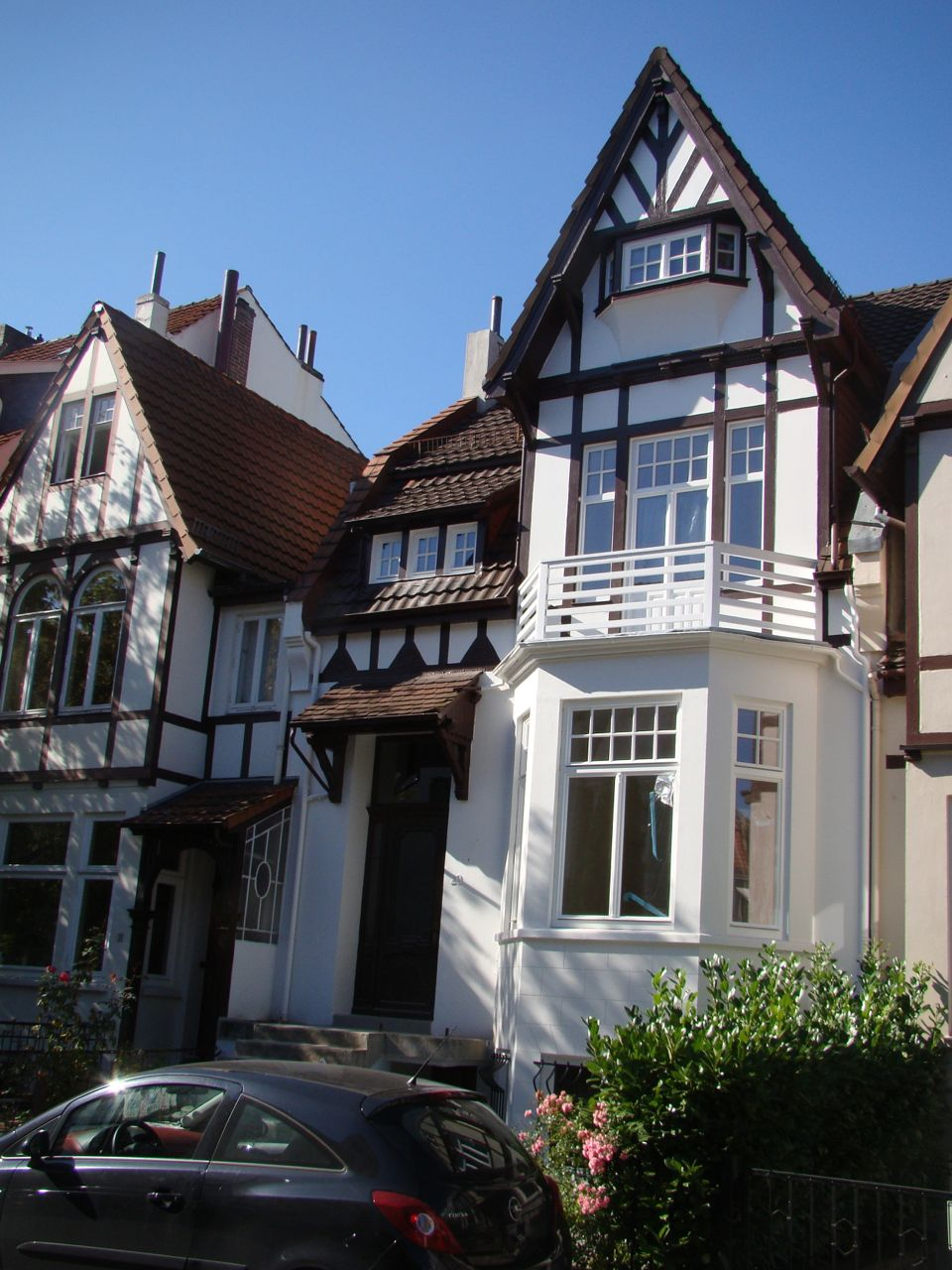
Nr. 20
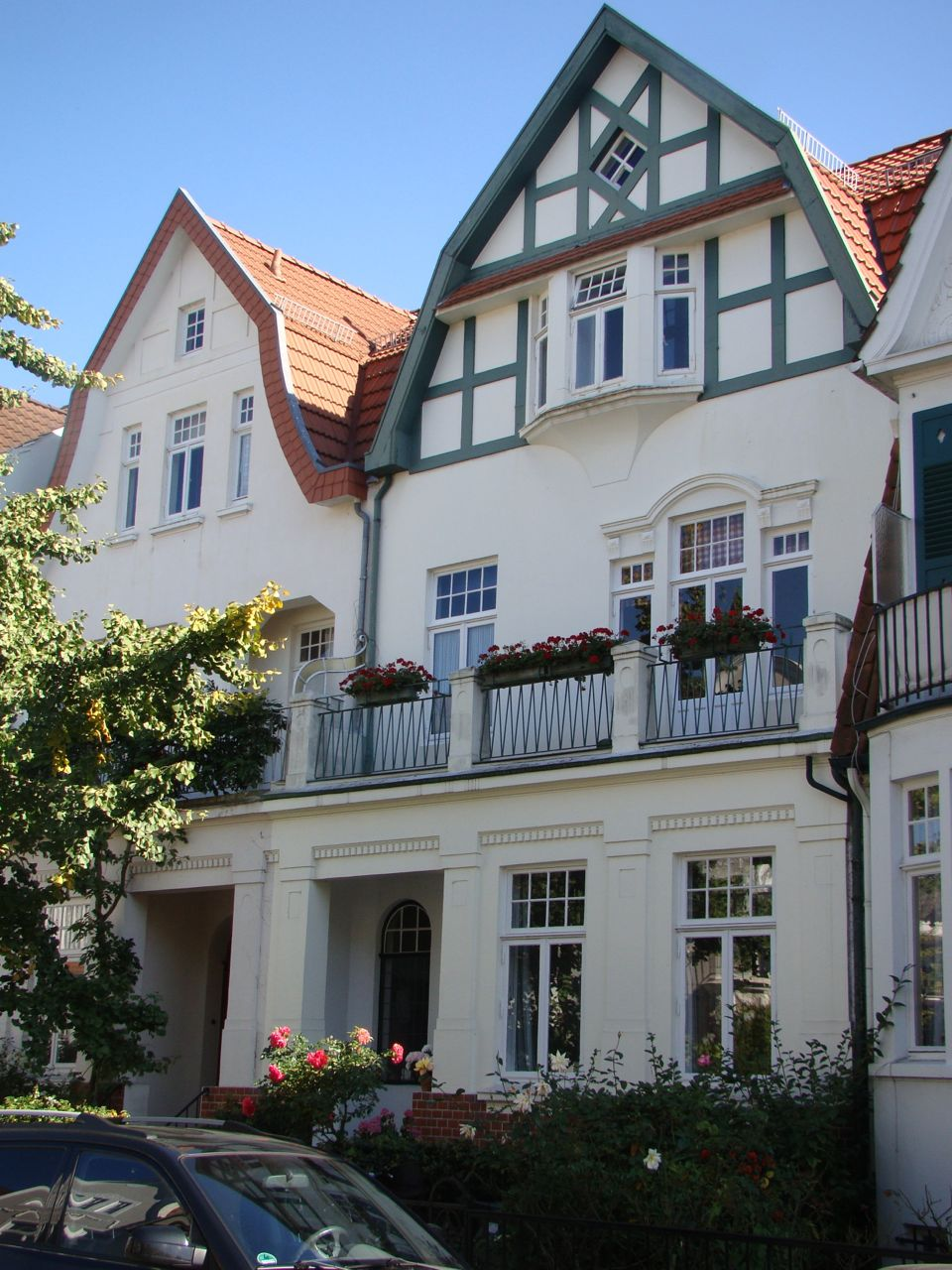
Nr. 21
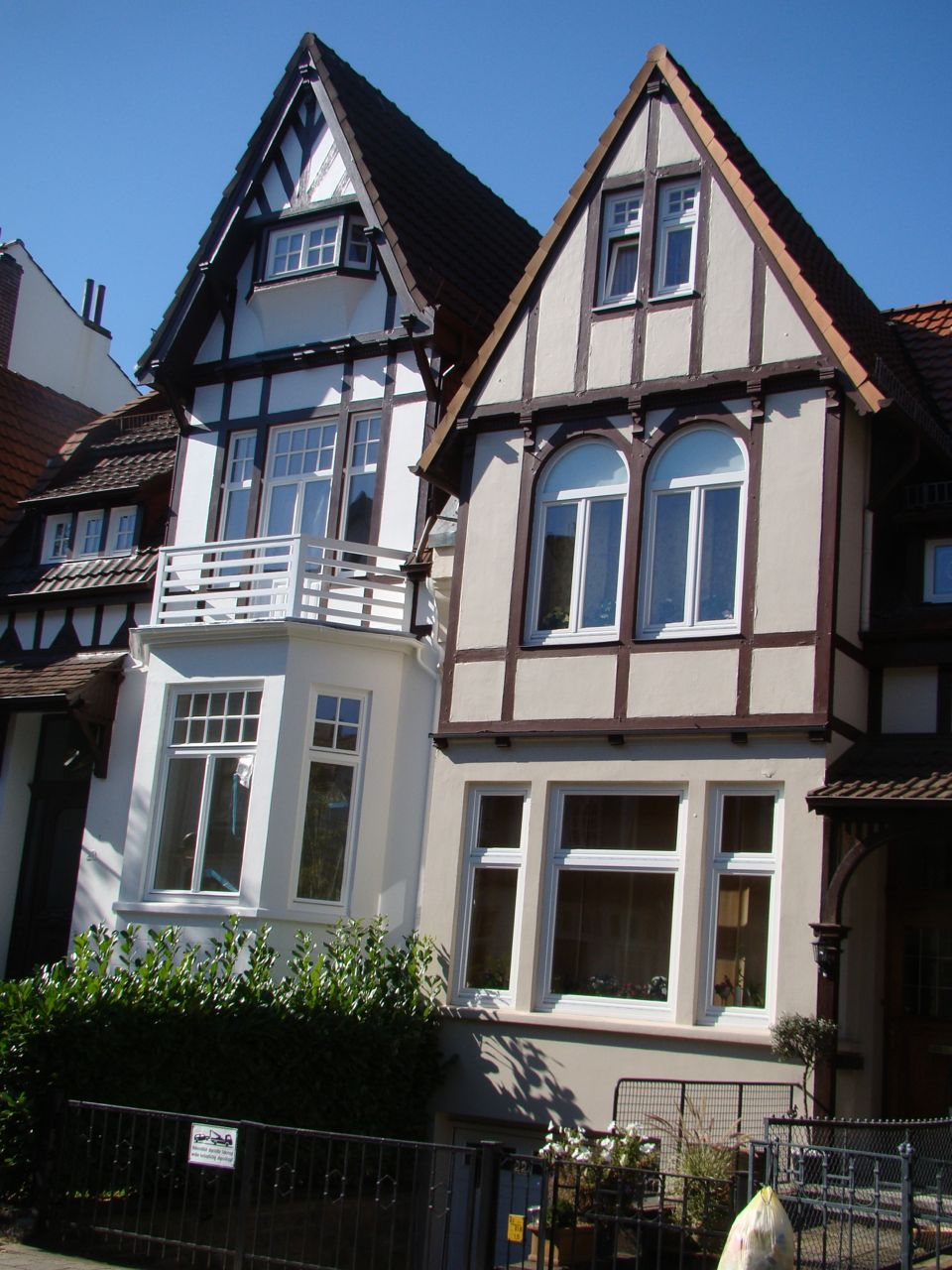
Nr. 22
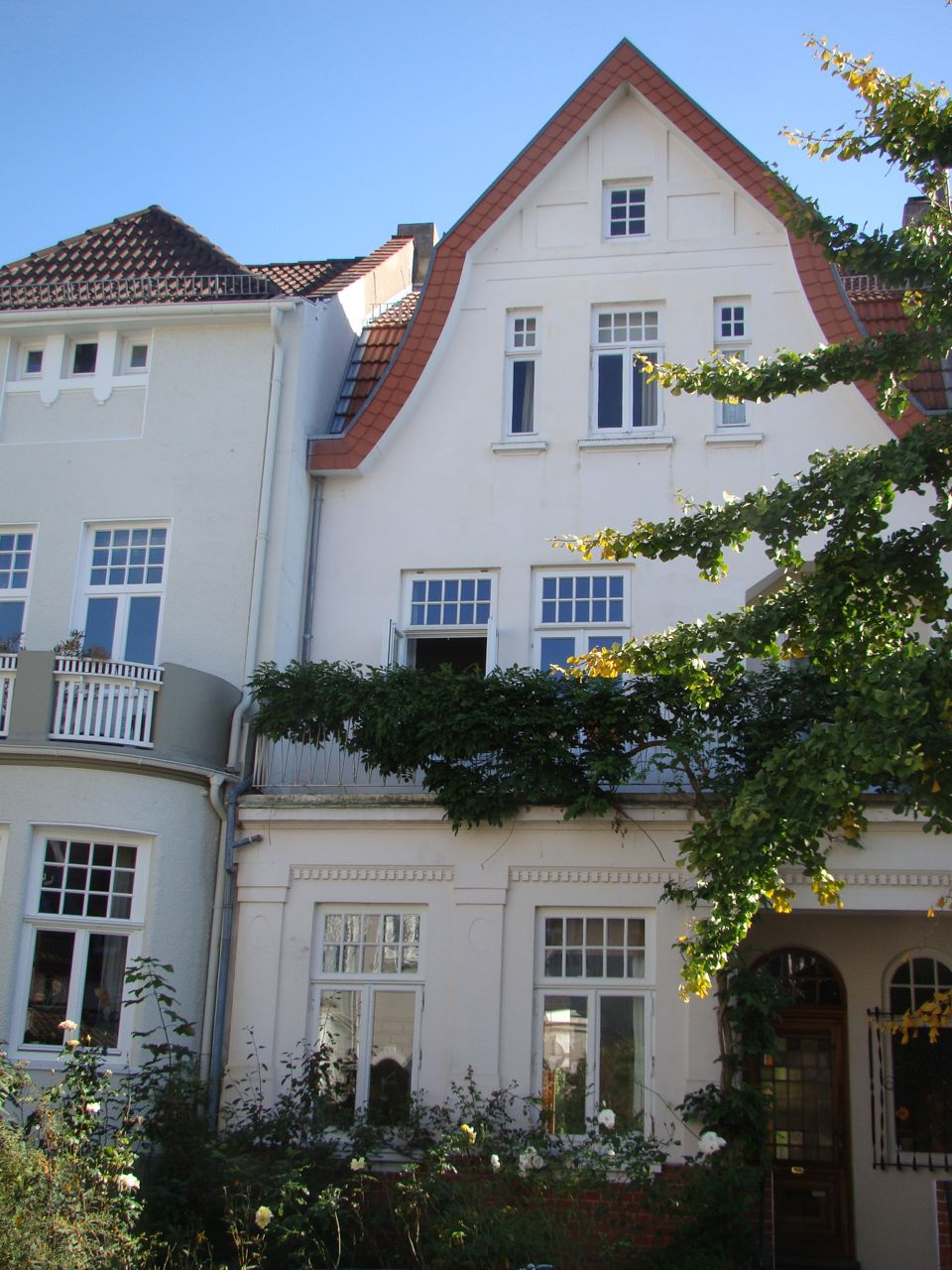
Nr. 23
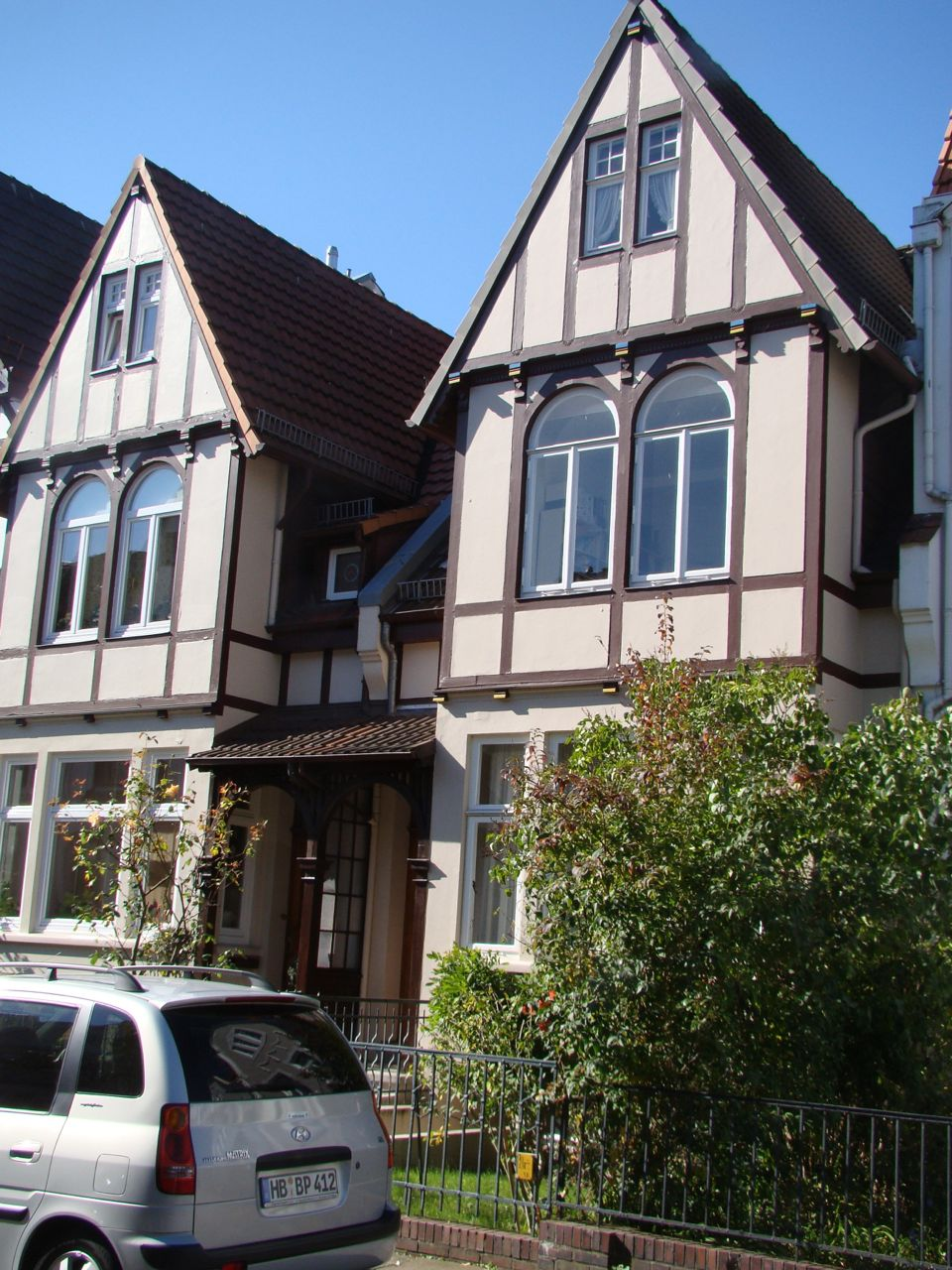
Nr. 24
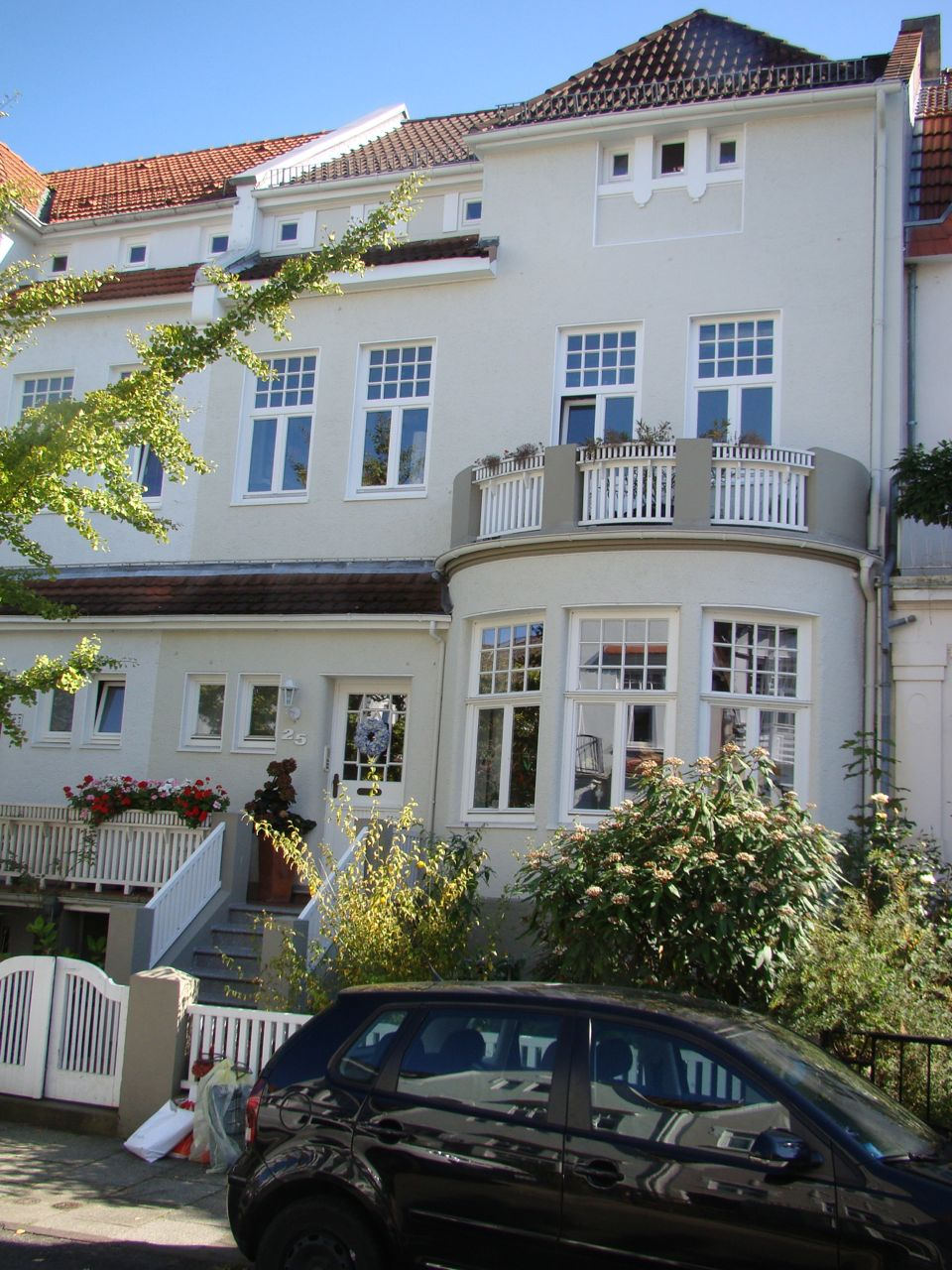
Nr. 25
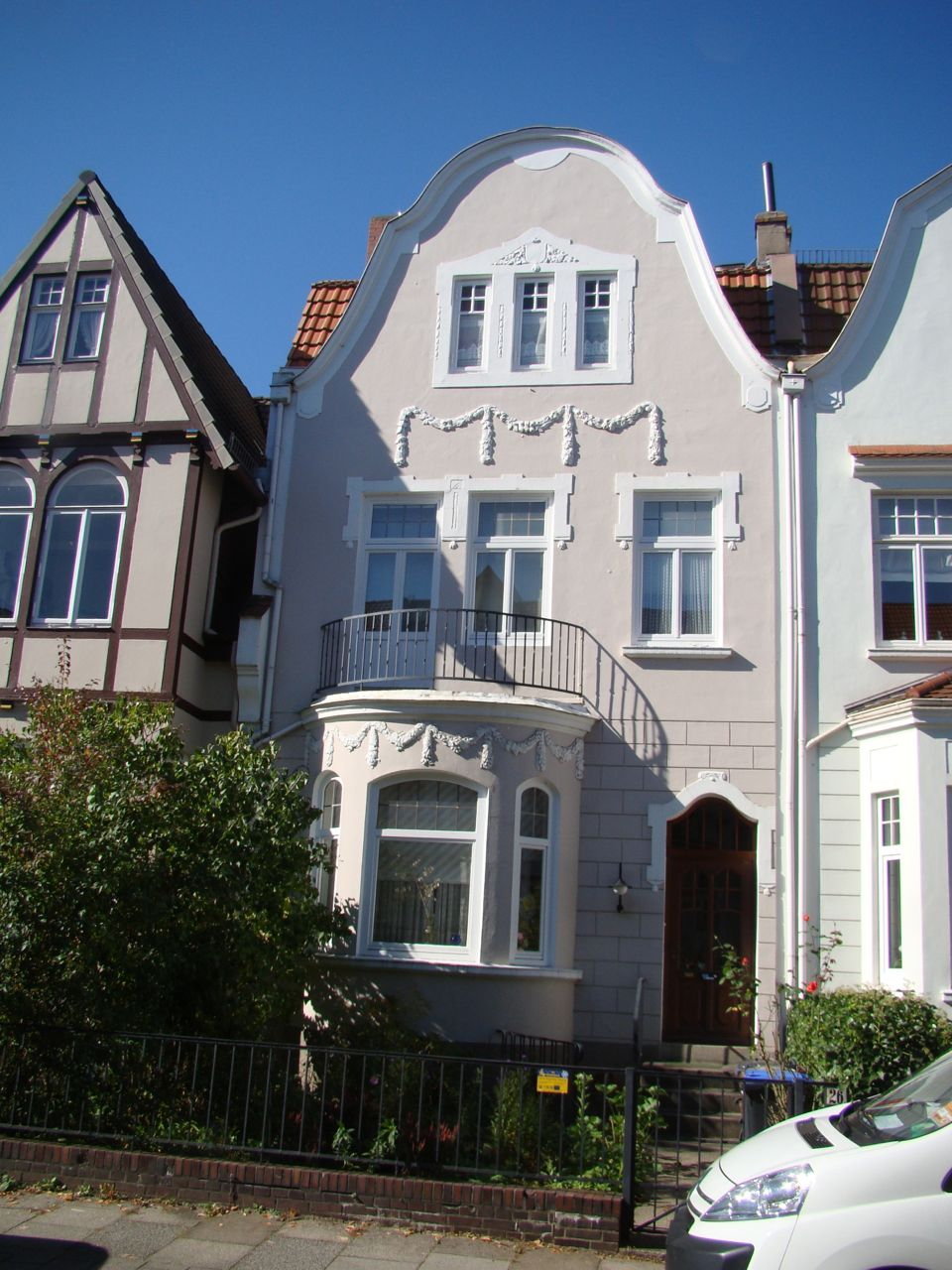
Nr. 26
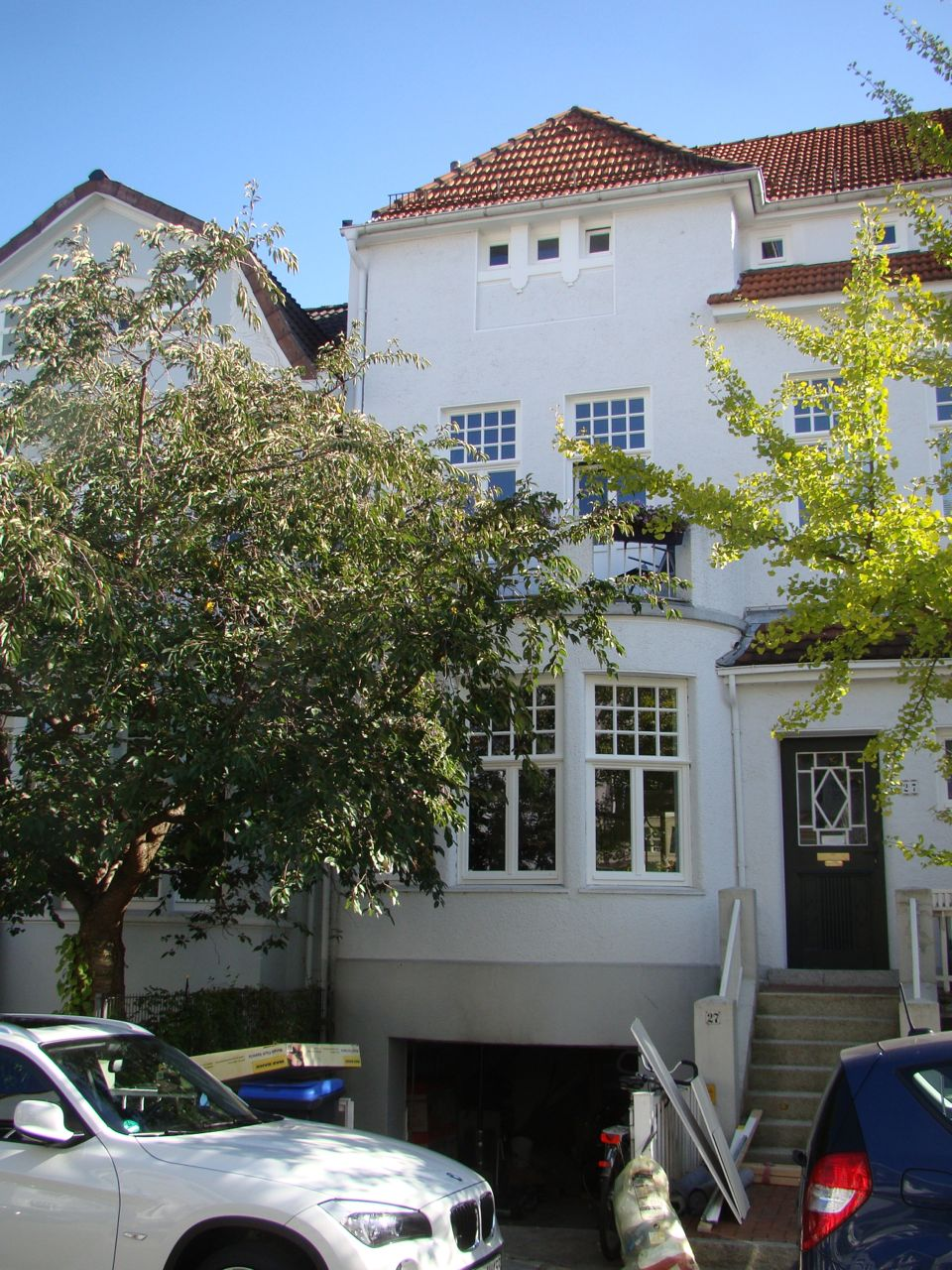
Nr. 27
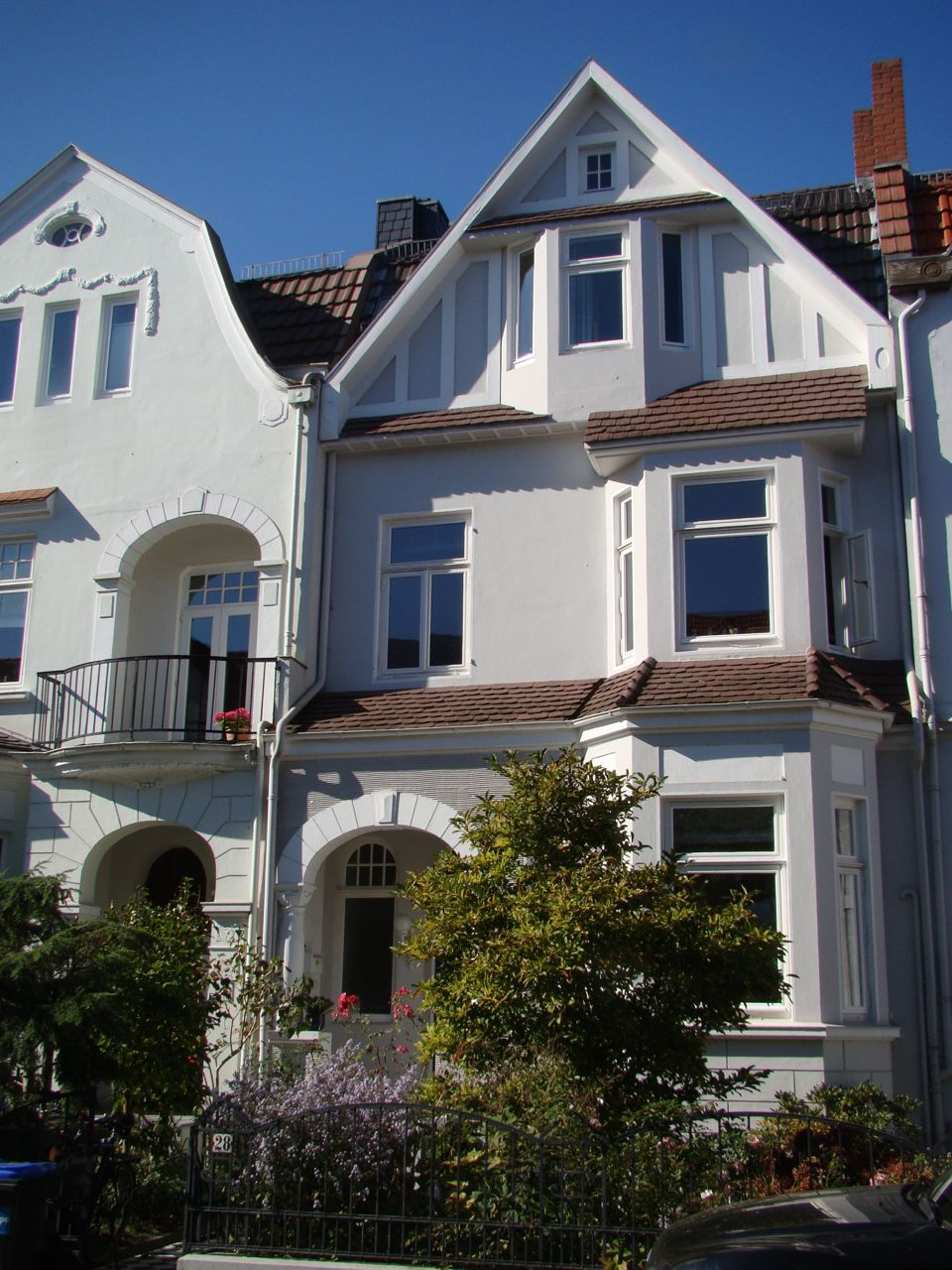
Nr. 28
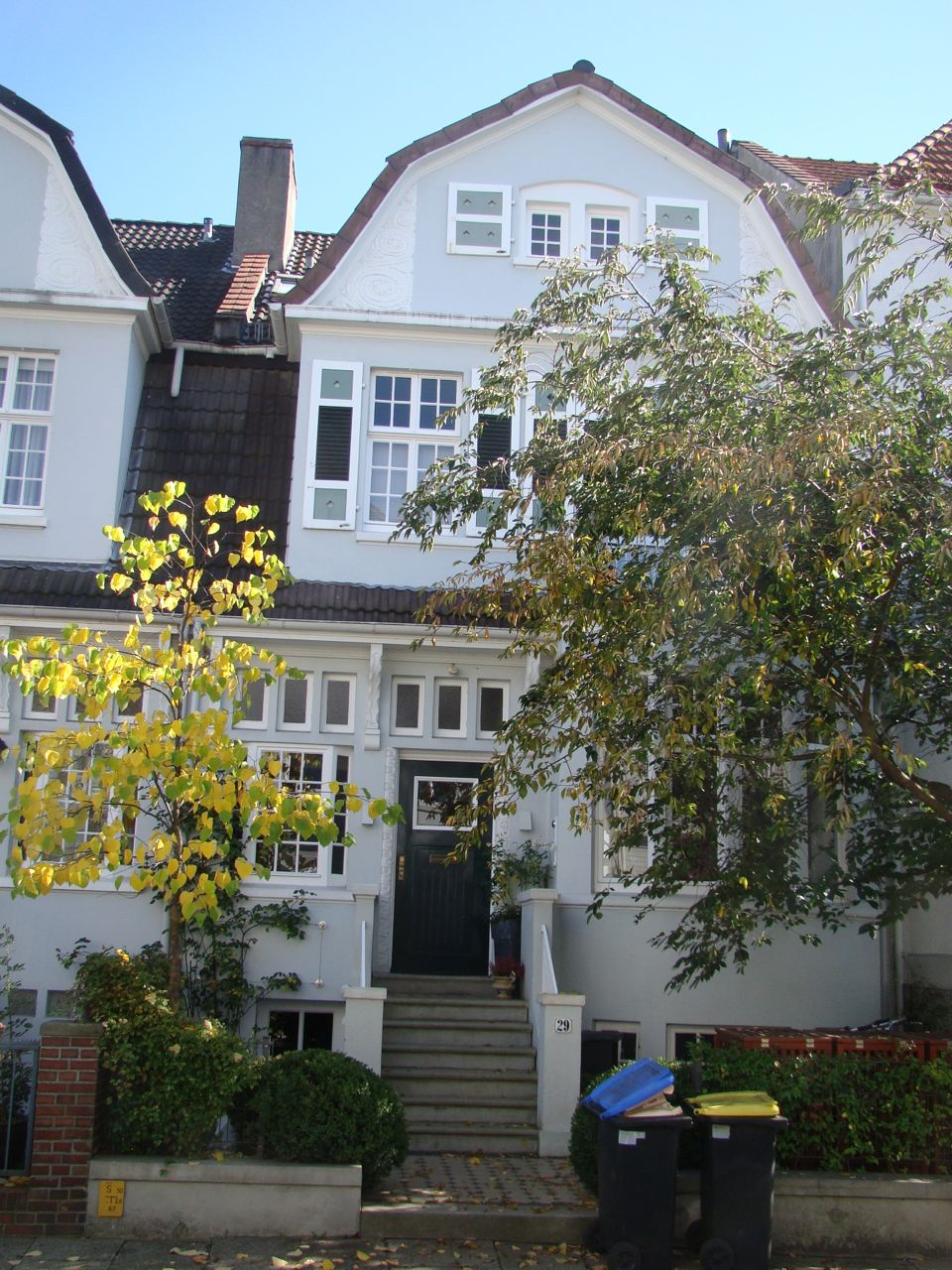
Nr. 29
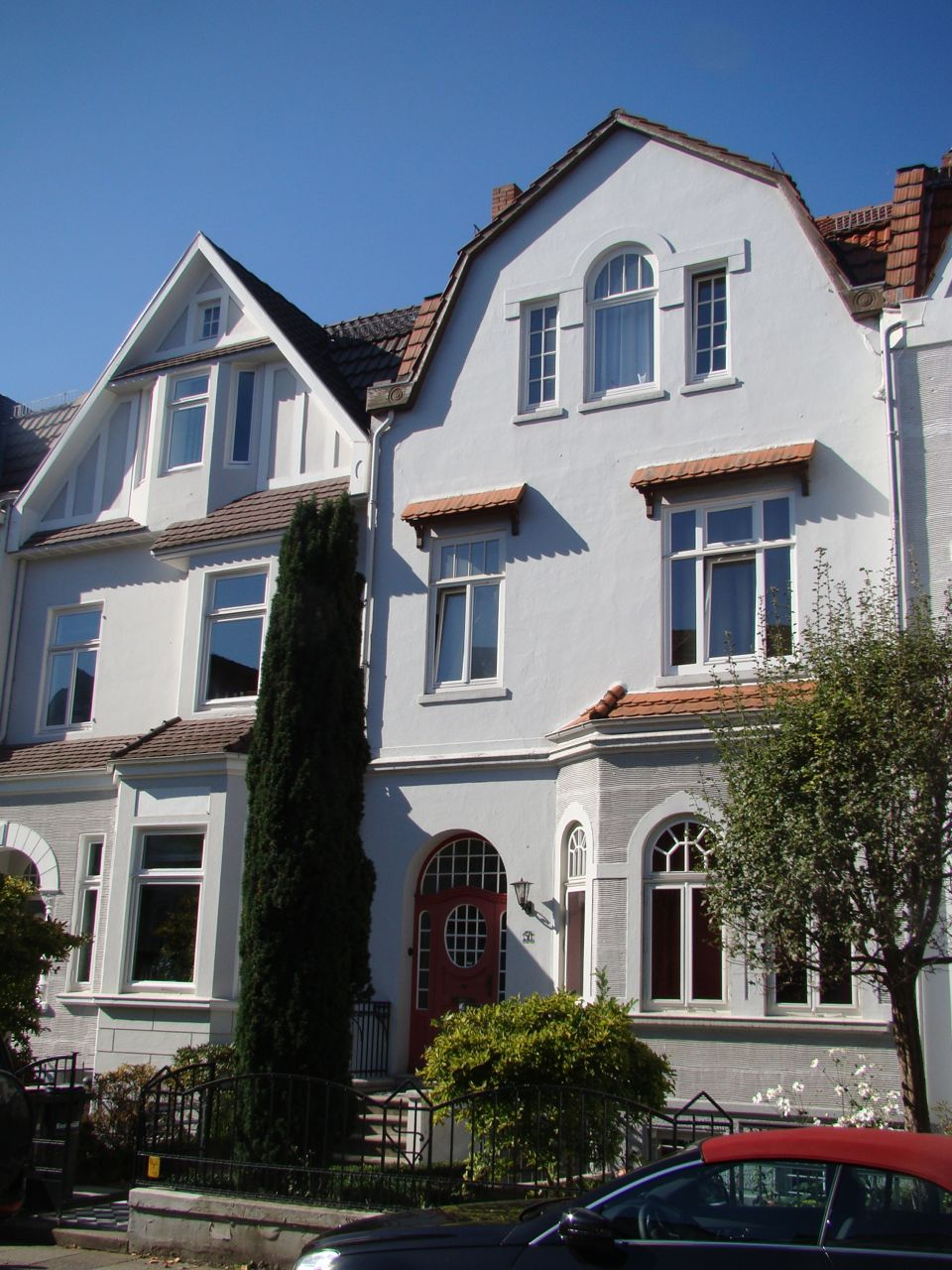
Nr. 30
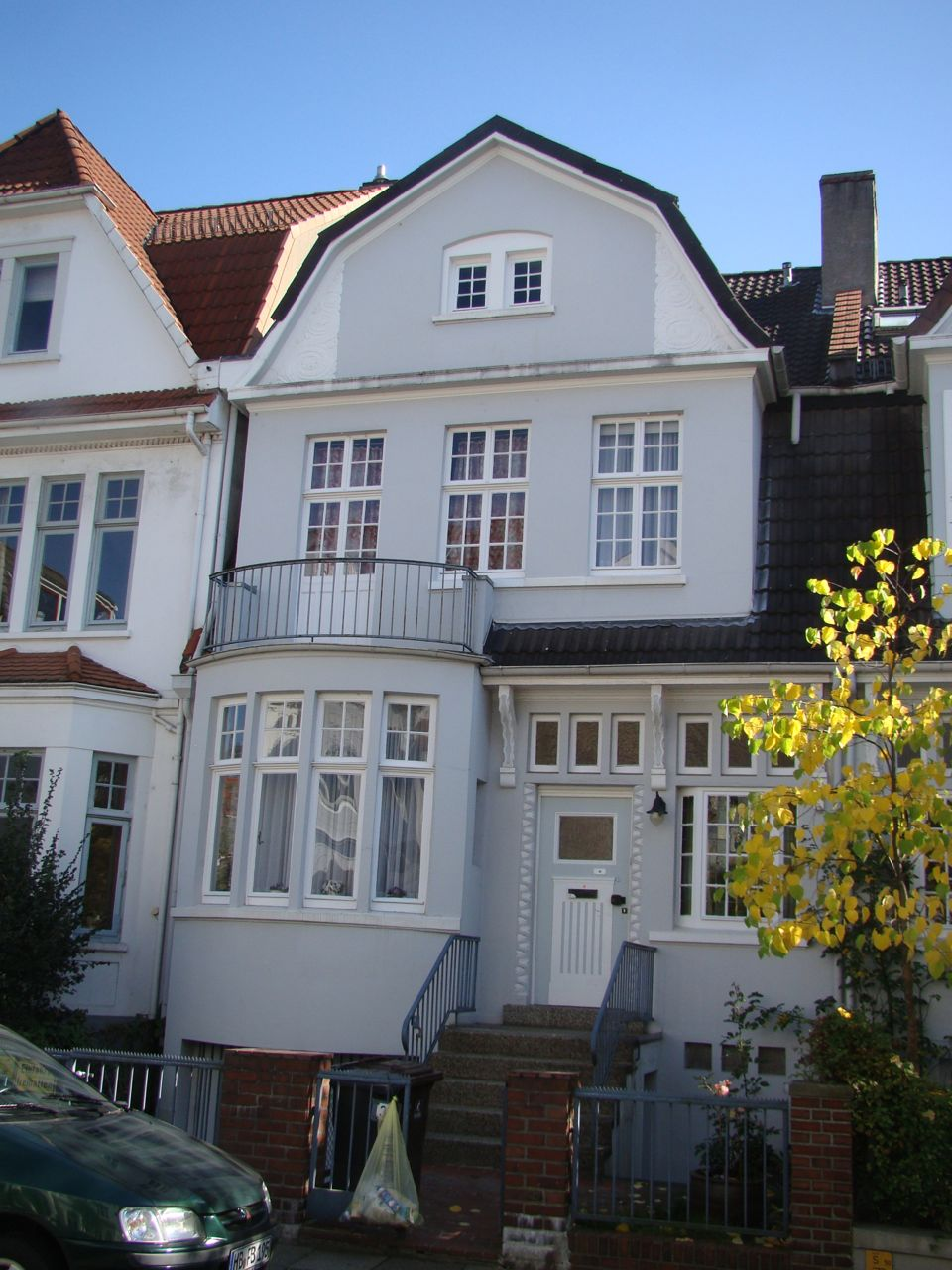
Nr. 31
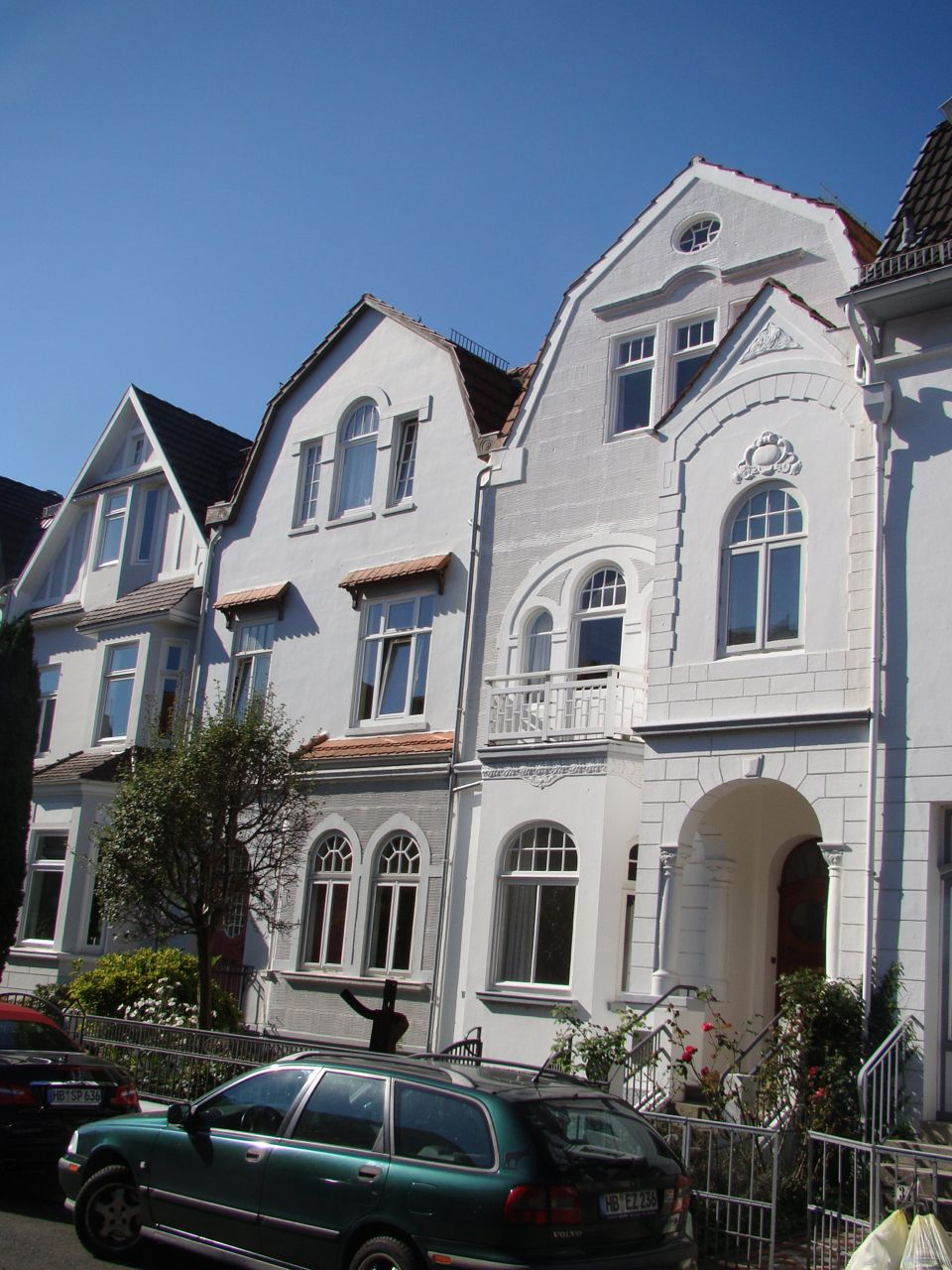
Nr. 32
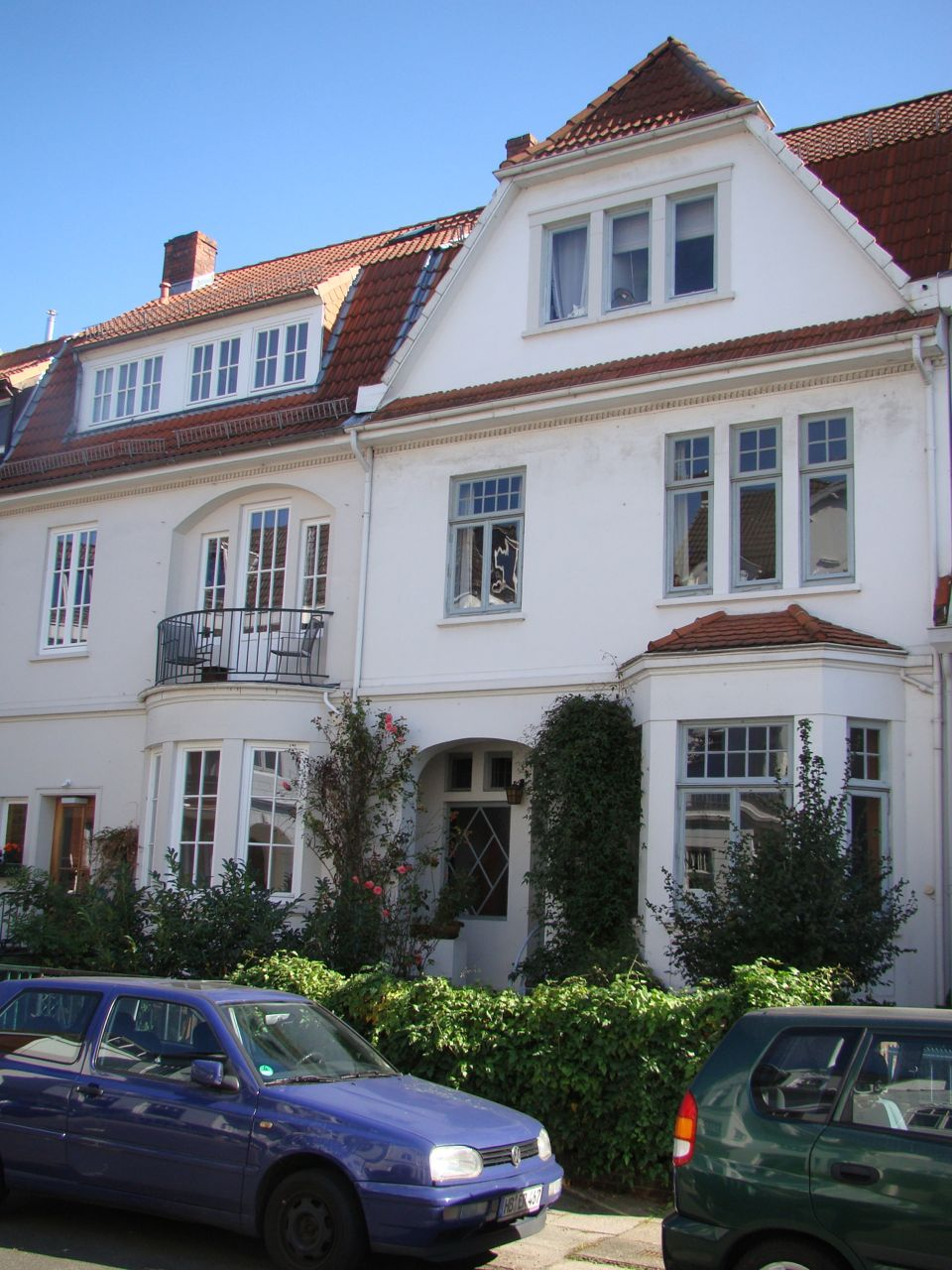
Nr. 33
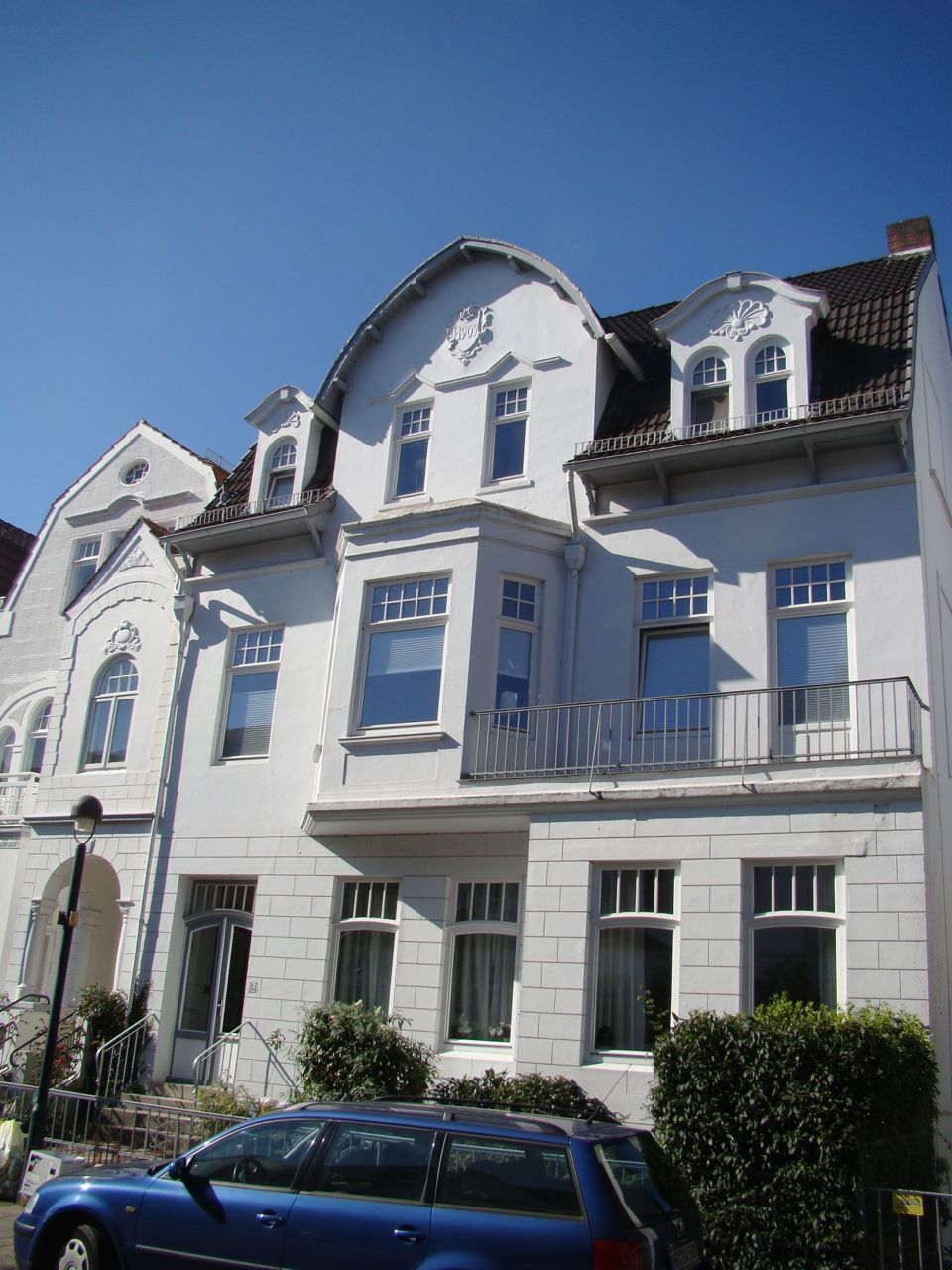
Nr. 34
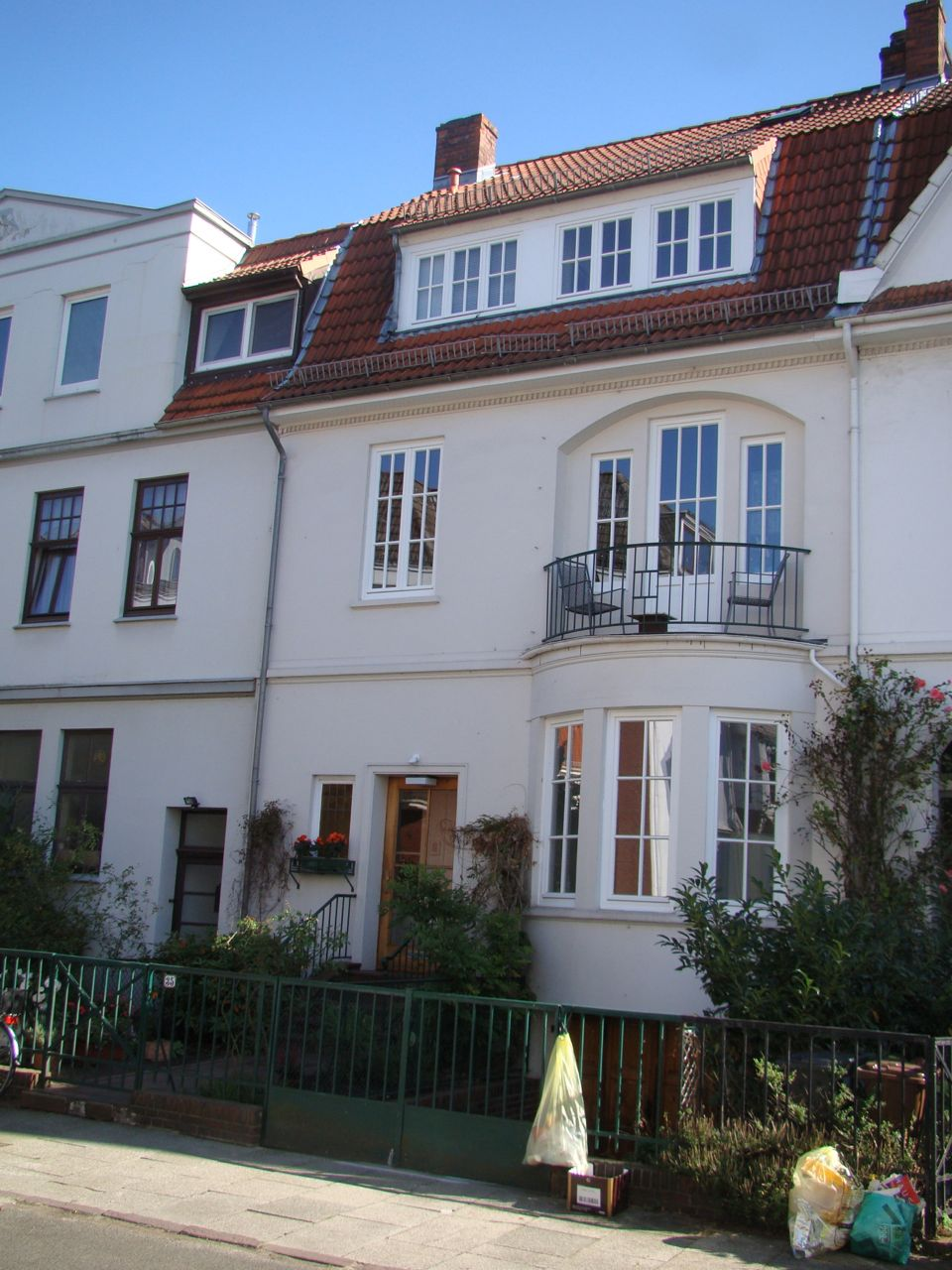
Nr. 35
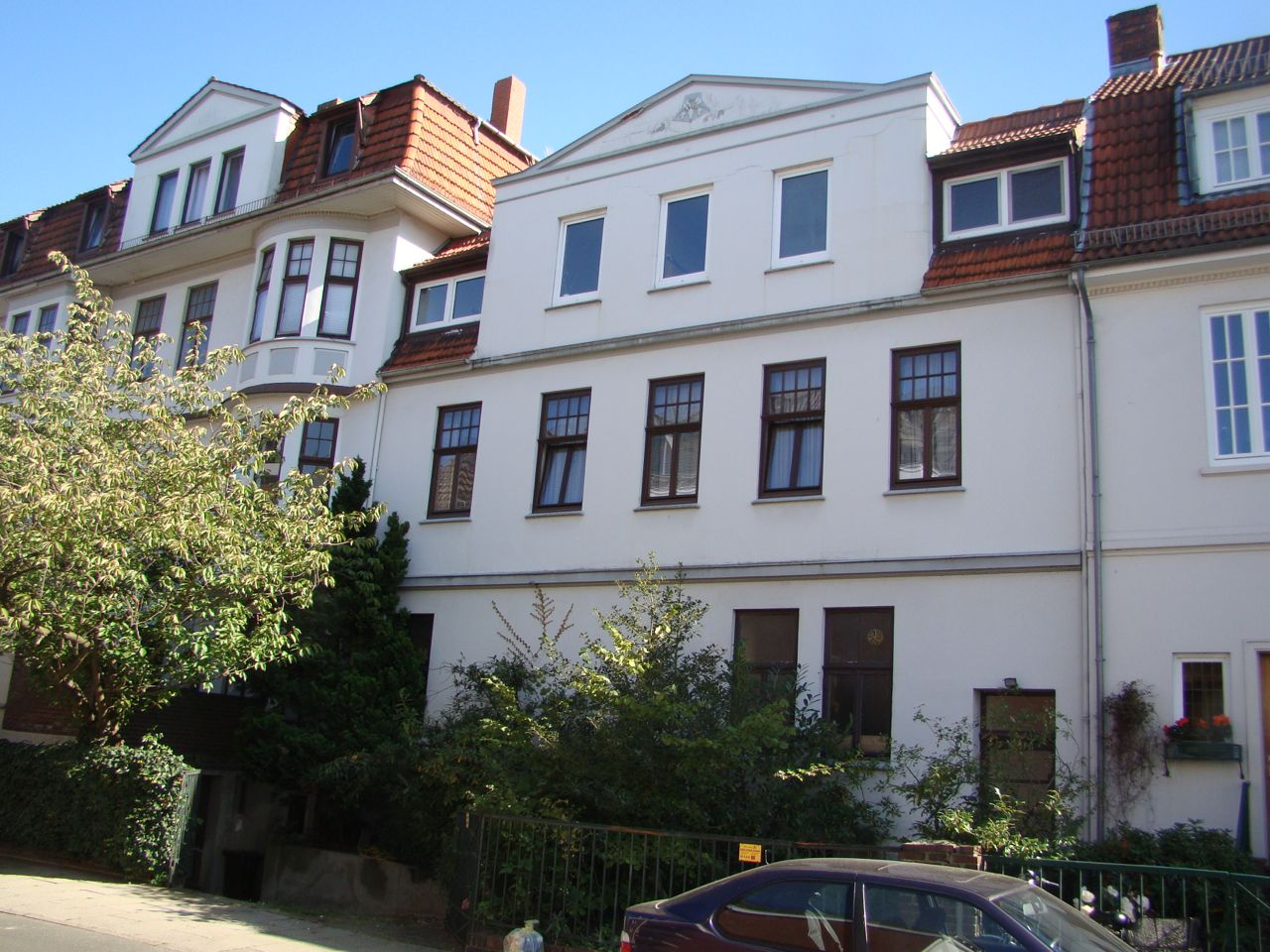
Nr. 37